# Uhr
Die Uhr ist ein Messgerät, das einen aktuellen Zeitpunkt anzeigen kann oder eine Zeitspanne misst. In ihrer mehrere Jahrtausende umfassenden Entwicklungsgeschichte von der einfachen Elementaruhr bis zur hochpräzisen Atomuhr stand und steht sie in vielschichtiger Wechselwirkung zur kulturellen, technischen und gesellschaftlichen Entwicklung der Menschheit.
Die Uhr repräsentiert einen grundlegenden Parameter des menschlichen Zusammenlebens – die Zeit. In der Symbolik und der Kunst steht sie für den immerwährenden Fluss der Zeit; als Vanitas-Motiv für Vergänglichkeit und die eigene Sterblichkeit. Sie erscheint in Darstellungen aber auch als Hinweis auf Reichtum oder als Attribut der Mäßigung.
Heute ist die Uhr zum unverzichtbaren Begleiter in den unterschiedlichsten Bereichen des Alltags geworden. Die Armbanduhr begleitet ihren Träger als ständig verfügbare Zeitanzeige. Die elektronische Uhr findet sich in vielen Alltagsgegenständen, vom Haushaltsgerät über den Fernseher und Funkwecker bis zum Computer und zum Mobiltelefon.
Für Wissenschaft und Raumfahrt wurden hochpräzise Zeitsysteme (Weltzeit, Atomzeit) etabliert, die durch Zeitzeichensender und Satellitenfunk überall zur Verfügung stehen. In der Astronomie werden Zeiten bis in die Millionstelsekunde gemessen, während die Atomuhren der GPS-Satelliten heute besser als Nanosekunden arbeiten und die Laufzeitmessung elektromagnetischer Wellen sogar Genauigkeiten von 10−14 erreicht.
Zwar haben Elementar- und Räderuhren ihre zentrale Bedeutung zur Zeitmessung verloren, erfreuen sich aber immer noch großer Beliebtheit bei Enthusiasten und Sammlern von antiken Stücken.

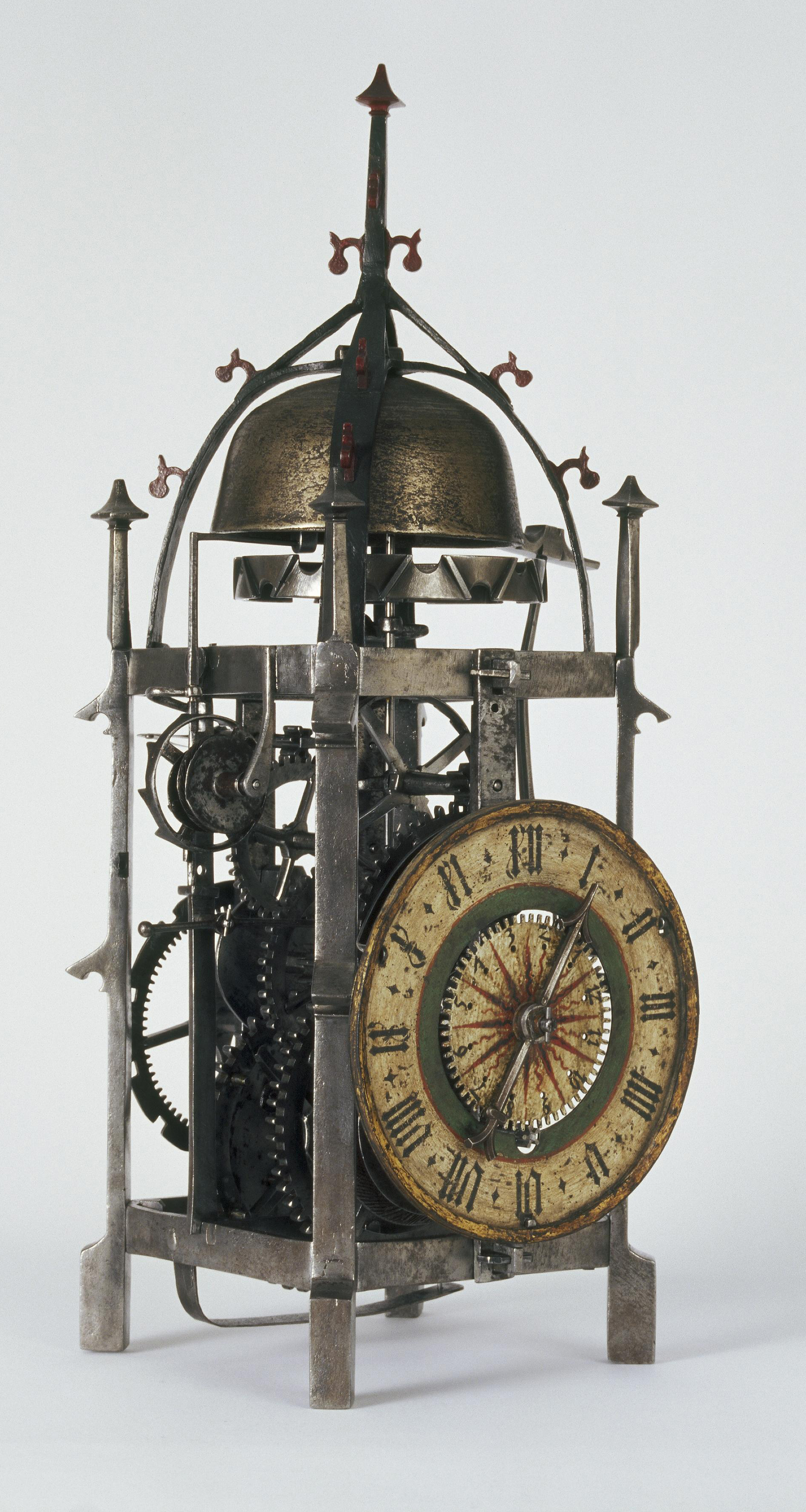
Frühe Eisenuhr

## Etymologie
Das Wort „Uhr“ stammt von mittelhochdeutsch ūr(e)/or(glocke) („Stunde“, „Uhr“), dieses von mittelniederdeutsch ūr(e), welches wie englisch hour aus altfranzösisch (h)ore entlehnt ist. Zugrunde liegt spätlateinisch/italienisch ora, von lateinisch hōra, von altgriechisch ὥρα/hóra („Zeit“, „Stunde“ von urindogermanisch *yōr-ā (verwandt mit Jahr).

## Geschichte und Entwicklung

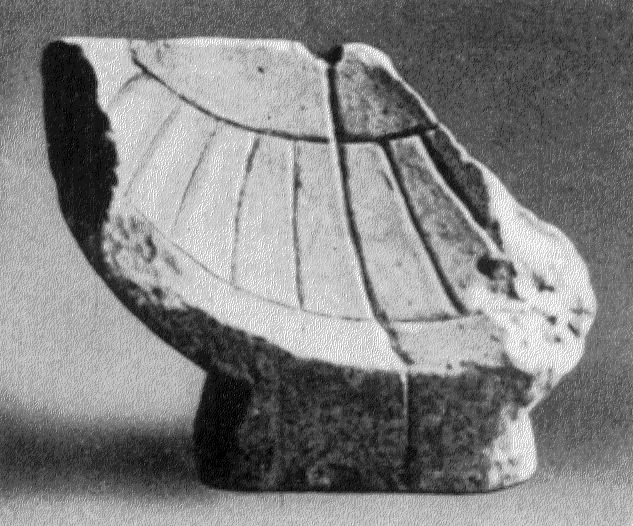
Antike Sonnenuhr (Skáphe)

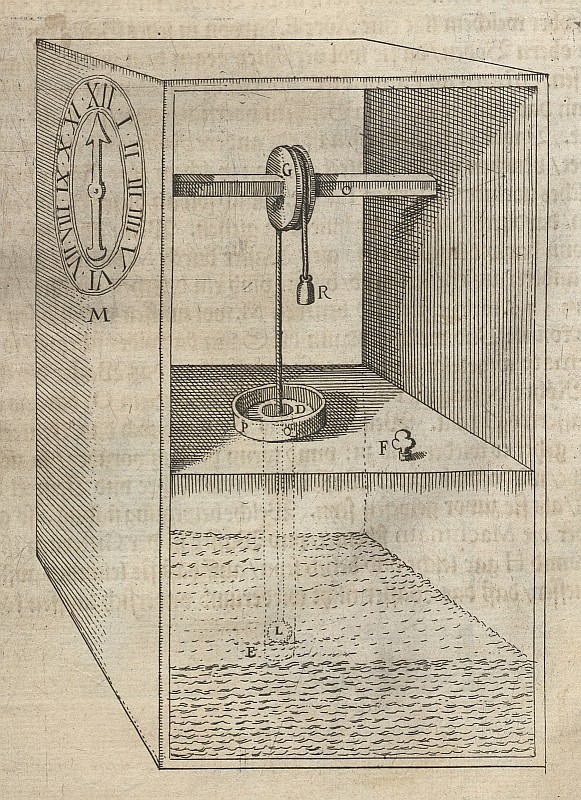
Wasseruhr mit Schwimmer, Gegengewicht und Zifferblatt zur Zeitanzeige

### Altertum
Schon im Altertum teilte der Mensch seinen Tagesablauf durch Beobachtung der Himmelsgestirne Sonne und Mond ein. Auf- und Untergang der Sonne sowie ihr höchster Stand am Mittag waren den Menschen markante Zeitpunkte, am wandernden Schatten konnte durch einfache Markierungen die Zeit eingeteilt werden. Im Alten Ägypten wurde hieraus die Schattenuhr entwickelt. Die Tage wurden in eine bestimmte Anzahl von saisonalen Stunden unterteilt, deren Länge sich allerdings stetig im Verlauf der Jahreszeiten änderte. Spätestens seit dem Mittleren Reich waren Diagonalsternuhren in Gebrauch, deren Stundeneinteilung auf Bewegungen von Sternbildern beruhte und nach dem äqualen Stundenprinzip ausgerichtet war. Sargtexten der jeweiligen Epoche ist zu entnehmen, dass die Diagonalsternuhren gemäß ägyptischer Mythologie den Verstorbenen bei ihrem Himmelsaufstieg behilflich sein sollten.
Seit dem 16. Jahrhundert v. Chr. ist die Verwendung der Wasseruhr im Alten Ägypten bekannt. Der Beamte Amenemhet erfand in der Regierungszeit des Amenophis I. eine Wasseruhr mit einer verbesserten Zeitmessung. Wasseruhren bestanden aus einem Gefäß, in das Wasser entweder ein- oder auslief. Am Wasserstand konnte man die Zeit unabhängig vom Tageslicht und in gleichmäßigen Zeiteinheiten ablesen. Wasseruhren erlaubten so die Verwendung der gleichmäßigen, äqualen Stunden, die in abgewandelter Form in Babylonien beispielsweise als Danna Anwendung fanden. Später verwendete man an den Wasseruhren auch mit Räderwerken verbundene Schwimmer, die eine Zeitanzeige auf Zifferblättern ermöglichten. In Griechenland wurden diese Uhren zur Begrenzung der Redezeit vor Gericht eingesetzt. Die Redewendung „Die Zeit ist abgelaufen“ lässt sich darauf zurückführen.
Die Technik der Sonnenuhren und der Wasseruhren wurde von den Römern übernommen und im Imperium Romanum verbreitet. In Trier, dem römischen Augusta Treverorum, wurden 1913 die Grundmauern eines Turmes entdeckt, der dem Turm der Winde, einer kombinierten Sonnen- und Wasseruhr in Athen, fast identisch gewesen sein dürfte. Es ist davon auszugehen, dass diese Techniken spätestens zur Zeit der germanischen Provinzen Roms in Zentraleuropa bekannt waren, auch wenn das Wissen mit dem Niedergang des Römischen Reiches für Jahrhunderte verloren ging.
Es folgte eine Blütezeit der Wissenschaften in islamischen Ländern. Araber und Mauren forschten auf verschiedenen Gebieten und erbrachten große Leistungen in der Mathematik, der Zeitmessung und der Astronomie. Prachtvolle Wasseruhren, die mit komplizierten Figurenautomaten ausgerüstet waren, sind aus dem arabischen Raum bekannt. Ein beeindruckendes Beispiel ist die Elefantenuhr des al-Dschazarī, eine andere die Wasseruhr mit Automaten, die Karl der Große im Jahr 807 vom Kalifen Hārūn ar-Raschīd geschenkt bekam. Neben den Wasseruhren wurde auch das Astrolabium, ein ursprünglich griechisches Messinstrument zur Bestimmung von Sternenstandpunkten und Uhrzeit, weiter entwickelt. Die Astrolabien fanden ihren Weg zurück nach Europa und langsam entstanden vor allem in Klöstern die wissenschaftlichen Grundlagen für eine eigenständige Fertigung. An vielen mittelalterlichen Monumentaluhren sind solche Astrolabien zu finden.

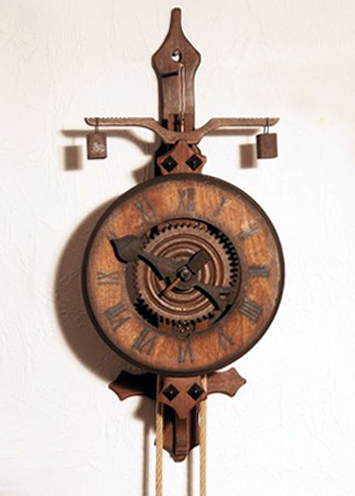
Nachbildung einer Türmeruhr

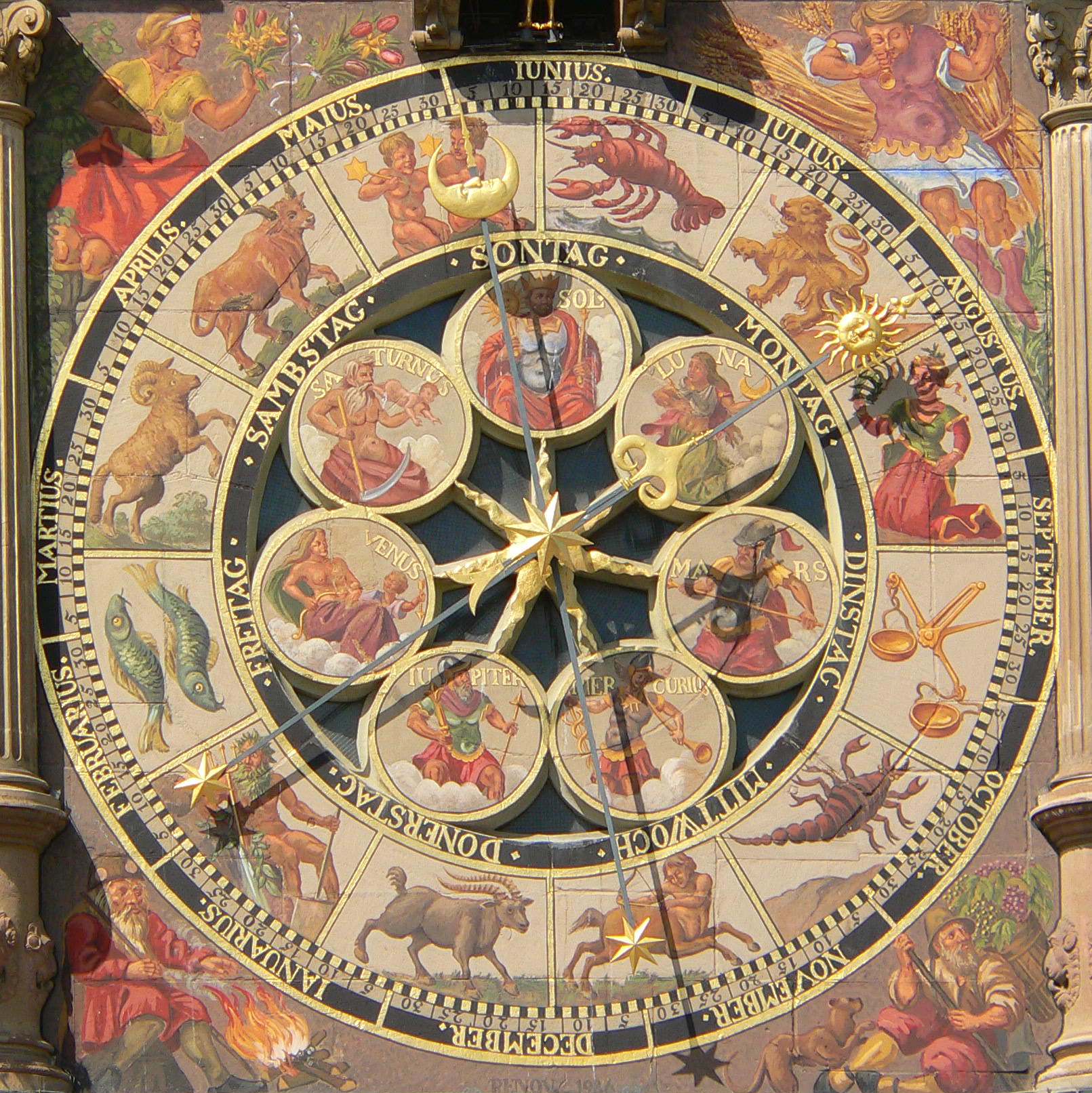
Astronomische Uhr am Rathaus Heilbronn

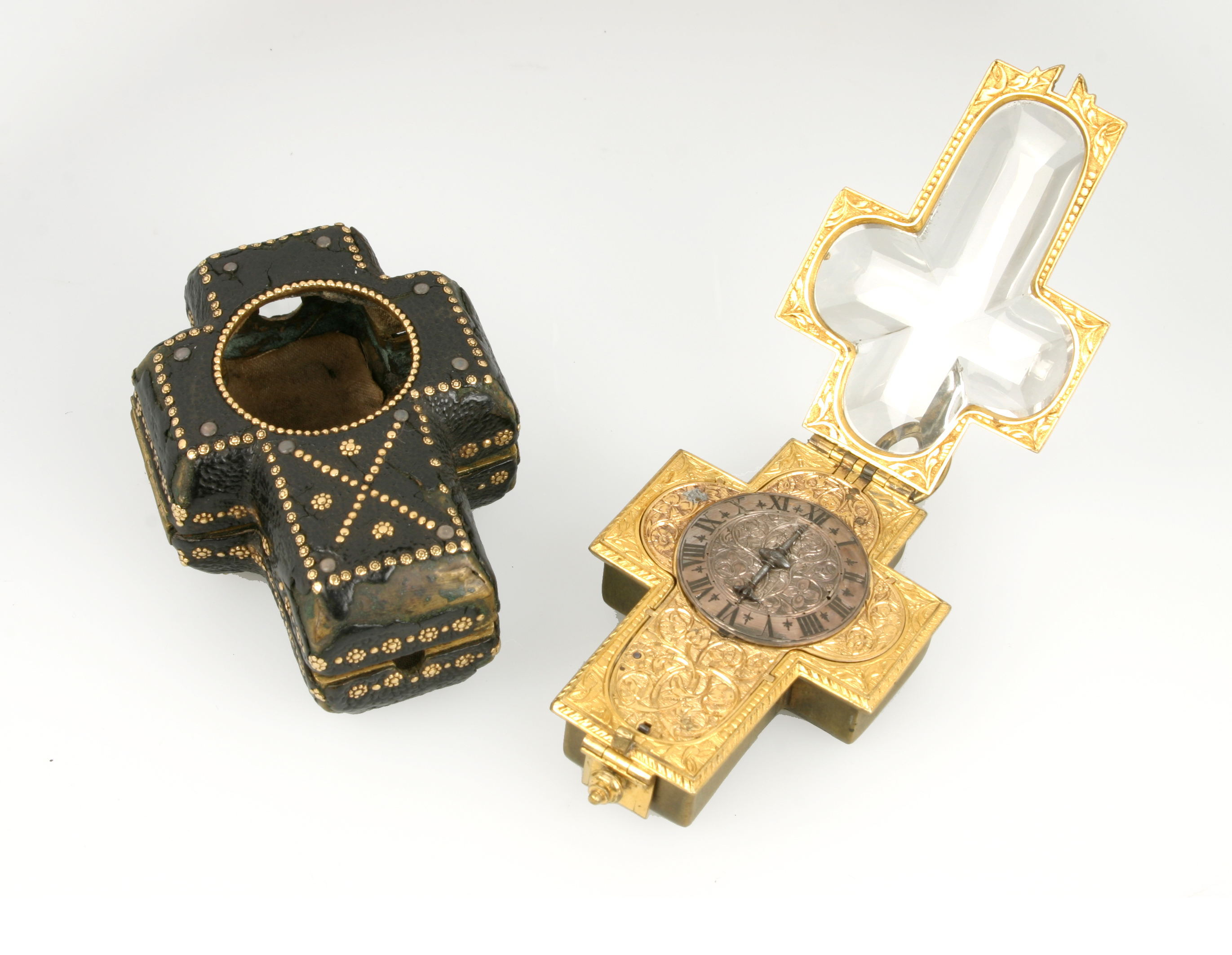
Anhängeuhr, signiert von Charles Bobinet, Paris um 1650

### Mittelalter
Neben den Sonnen- und Wasseruhren etablierte sich ab 900 n. Chr. in Europa auch die Kerzenuhr. Kerzen mit definierten Formen und Größen brannten in einer bestimmten Zeitdauer ab, und anhand von Markierungen konnte man die abgelaufene Zeit ablesen. Diese Uhren konnten nicht nur unabhängig vom Tageslicht genutzt werden, sondern waren auch einfach im Umgang und leicht verfügbar. Neben den Kerzen wurden auch Öllampen, langsam abbrennende Zündschnüre und in China auch Feueruhren, zum Teil mit im Verlauf der Zeit wechselnden Düften, verwendet.
Das mittelalterliche Leben wurde durch eine Vielzahl von Glockenzeichen der Kirch- und Stadttürme geregelt. Nicht nur die Gebetszeiten der Klöster, sondern z. B. auch Öffnungszeiten von Stadttoren, Gerichts- und Marktzeiten und andere wichtige Zeiten des Tages und der Nacht wurden von den Türmern eingeläutet. Hierzu war eine zuverlässige Anzeige der Zeit erforderlich; eine Notwendigkeit, der die Sonnen- und Wasseruhren nicht genügten.
Als epochale Erfindung muss die Hemmung angesehen werden, die erst die Entwicklung der Räderuhr ermöglichte. Bereits seit vorchristlicher Zeit wurden Getriebe verwendet und von den arabischen Wasseruhren waren komplizierte Automaten bekannt, aber erst die Hemmung machte aus dem frei ablaufenden Getriebe eine Uhr. Ab wann die mechanische Uhr verwendet wurde, ist nicht überliefert.
Die Räderuhr fand bei Türmern schnell Verwendung zur Anzeige der rechten Zeit für das Anschlagen der Glocken. Zunächst hing die Türmeruhr mit Weckwerk und Stundenschlag in der Stube des Türmers, später wanderte sie als große, schmiedeeiserne Turmuhr in die Rathäuser, Kirch- und Uhrentürme, um der Allgemeinheit die Zeit anzuzeigen. Der Gangregler früher Räderuhren war das Foliot, eine einfache, aber robuste Einrichtung, die Ganggenauigkeiten von etwa 10 Minuten pro Tag zuließ. Diese Uhren wurden mit Hilfe von Sonnenuhren bzw. Mittagsweisern auf die jeweilige Ortszeit eingestellt.
Die erste urkundliche Erwähnung einer Räderuhr datiert auf das Jahr 1335 und bezieht sich auf ein Gerät in der Kapelle des Palastes der Visconti in Mailand. Mit der Erfindung der Schlaguhr war es 1344 erstmals möglich, äquinoktiale Stunden mechanisch abzulesen. Im Jahr 1370 wurde in Paris eine erste öffentlich sichtbare Schlaguhr an dem Tour de l'Horloge genannten Eckturm des Palais de la Cité angebracht. Im 14. Jahrhundert entstanden in Europa in schneller Folge viele öffentliche Räderuhren, von denen ca. 500 heute noch dokumentiert sind. Darüber hinaus ist eine große Anzahl Uhren zu vermuten, die keine dokumentierte Erwähnung fanden.
Vor allem die Erkenntnisse aus der Astronomie und der Mathematik nahmen zu dieser Zeit großen Einfluss auf die Entwicklung der Räderuhr. Einige monumentale astronomische Uhren mit einer Vielzahl von komplizierten Anzeigen entstanden in dieser Zeit. Für europäische Monarchen und wohlhabende Bürger wurden nach gleichem Prinzip kleinere Uhren aus Eisen gefertigt. Obwohl auch sie über astronomische Anzeigen verfügten, dienten sie meist repräsentativen Zwecken. Gleichzeitig vollzog sich damit der Wandel von der öffentlichen zur häuslichen Uhr.
Sanduhren verbreiteten sich in Mitteleuropa gleichzeitig mit den Räderuhren im 14. Jahrhundert. Zentren für ihre Herstellung waren Nürnberg und Venedig, die über geeignete Sandvorkommen verfügten. Sanduhren sind nur für die Messung von vergleichsweise kurzen Zeitabständen geeignet und waren z. B. in der Schifffahrt zur Bestimmung der Reisegeschwindigkeit und als Glasenuhr bis in das 19. Jahrhundert in Gebrauch.
Zunächst wurden Räderuhren, abgesehen von einigen Einzelkünstlern, vor allem von Schlossern oder Büchsenmachern angefertigt und repariert, die bereits im Hochmittelalter in Zünften organisiert waren. Aus ihren Reihen spezialisierten sich Meister auf das Handwerk des Uhrmachers. Bereits um 1450 sind eigenständige Uhrmacherzünfte, z. B. in Wien, nachweisbar. Sehr früh nach der Erfindung der eisernen Räderuhr gab es aber auch Versuche, solche Uhren aus Holz zu bauen. Auch Turmuhren, die teilweise aus Holz gefertigt waren, sind bekannt. Entgegen der üblichen Meinung waren die ersten Holzräderuhren keineswegs einfache Gebrauchsgegenstände, sondern oft kunstvoll gefertigt und für Fürsten oder hohe Geistliche bestimmt. Erst ab dem frühen 17. Jahrhundert kam es zu einer schnellen und weiten Verbreitung einfacher Holzräderuhren in Mitteleuropa, vor allem in der Schweiz, in Frankreich und in Süddeutschland.

### Neuzeit

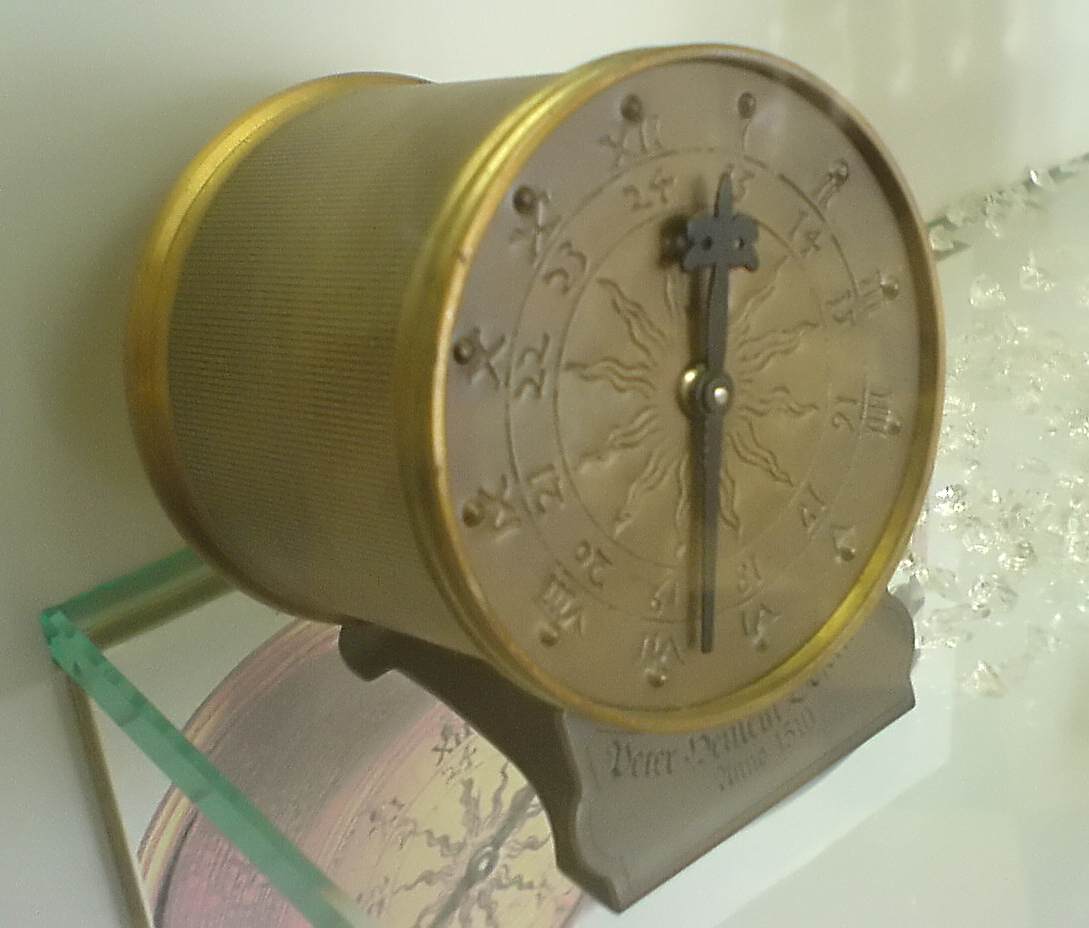
Tischuhr nach Peter Henlein (Replik)

Mit dem Zeitalter der Renaissance kam es zu zwei bedeutenden Entwicklungen, die den weiteren Weg der Uhr entscheidend beeinflussten.
Zum einen hatten die häuslichen Uhren ein Gehäuse erhalten, um sie vor Staub und damit vor Abnutzung zu schützen. Die Gestalt der Uhren war fortan dem jeweiligen Geschmack und der Mode ihrer Zeit unterworfen und nicht selten trat die Funktion der Zeitmessung hinter den Schmuck der äußeren Form zurück.
Zum anderen wurde es möglich, die Uhren durch neue Erfindungen, andere Materialien und bessere Werkzeuge immer weiter zu verkleinern. Durch die Verwendung von Messing für die Zahnräder konnten diese wesentlich kleiner gefertigt werden. Die von Türschlössern bereits bekannte Feder wurde als Energiespeicher für das Uhrwerk übernommen und machte sie dadurch unabhängig vom Aufstellort. Die älteste erhaltene Räderuhr mit Federantrieb und Federaufzug stammt von ca. 1430 („Die Uhr Philipps des Guten von Burgund“ im Germanischen Nationalmuseum). Peter Henlein aus Nürnberg baute um 1504 einen Federantrieb in Verbindung mit einer Unrast als einer der ersten in eine Uhr ein und konnte sie so auf Taschengröße verkleinern. Die Uhr war damit nicht nur unabhängig vom Aufstellort, sie konnte auch getragen werden und dabei kontinuierlich die Zeit anzeigen. Beispiele für die Miniaturisierung der Uhr sind eine 1620 gefertigte Uhr mit 5,75 Linien Durchmesser von Martin Hylius aus Dresden und eine aus dem Jahr 1648 stammende von dem Augsburger Johann Ulrich Schmidt mit nur 4 Linien Durchmesser. Ab Mitte des 17. Jahrhunderts wurden die ersten Taschenuhren mit Spindelhemmung hergestellt. Viele bedeutende Uhrmacher in England, Frankreich und Deutschland produzierten Stücke allerhöchster Qualität und wetteiferten in ihrer steten Verbesserung. In Amerika verfolgte man einen anderen Weg, dort setzte man ab dem frühen 19. Jahrhundert mit industrieller Massenproduktion auf die Herstellung besonders preiswerter Taschenuhren.
Die Entwicklung der Uhr teilte sich also in zwei wesentliche Uhrentypen, die ortsfeste Großuhr und die tragbare Kleinuhr, an die später grundlegend unterschiedliche Anforderungen gestellt wurden.

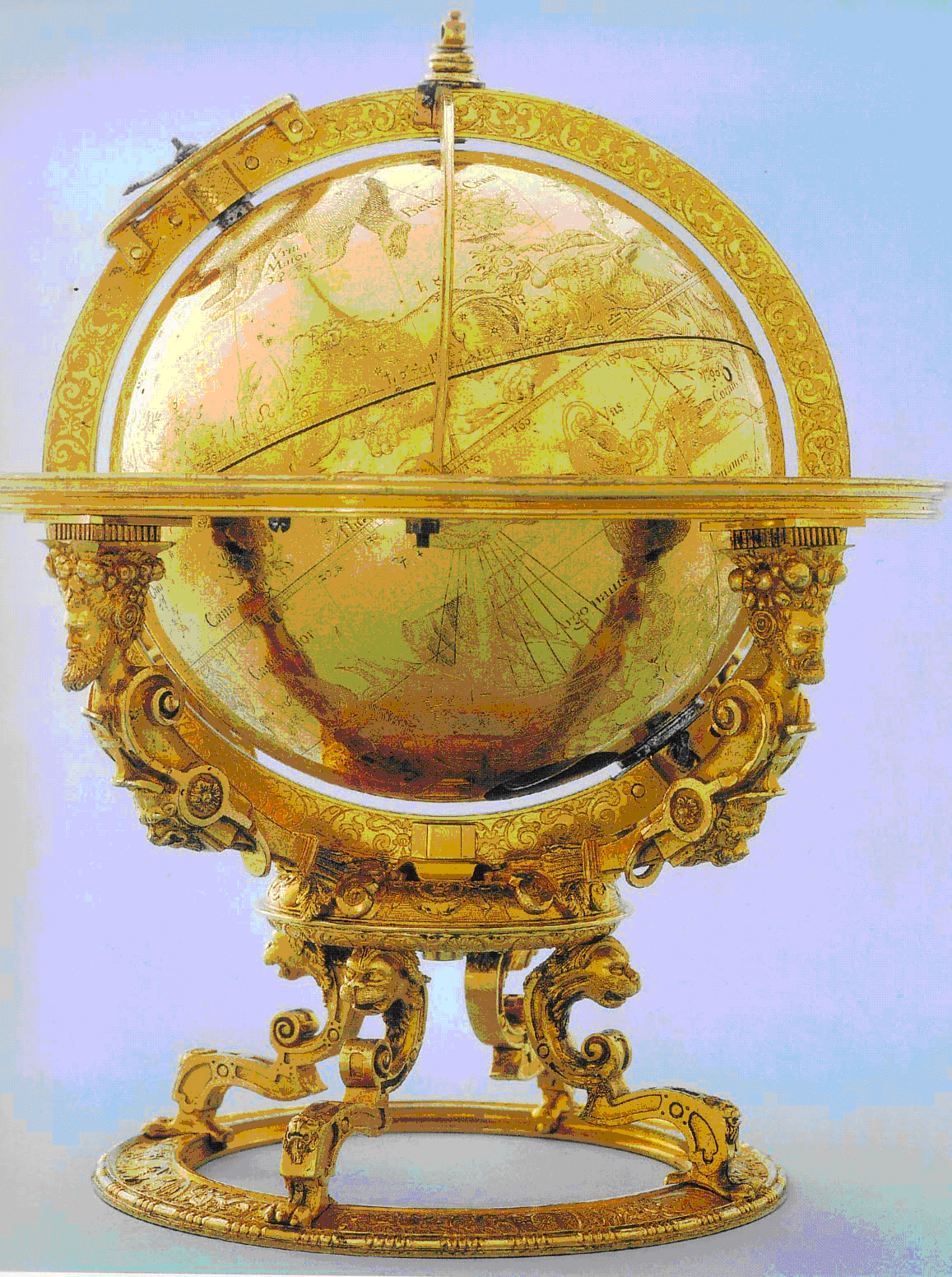
Jost Bürgi: Mechanischer Himmelsglobus, hergestellt 1594 in Kassel, jetzt im Schweizerischen Landesmuseum in Zürich

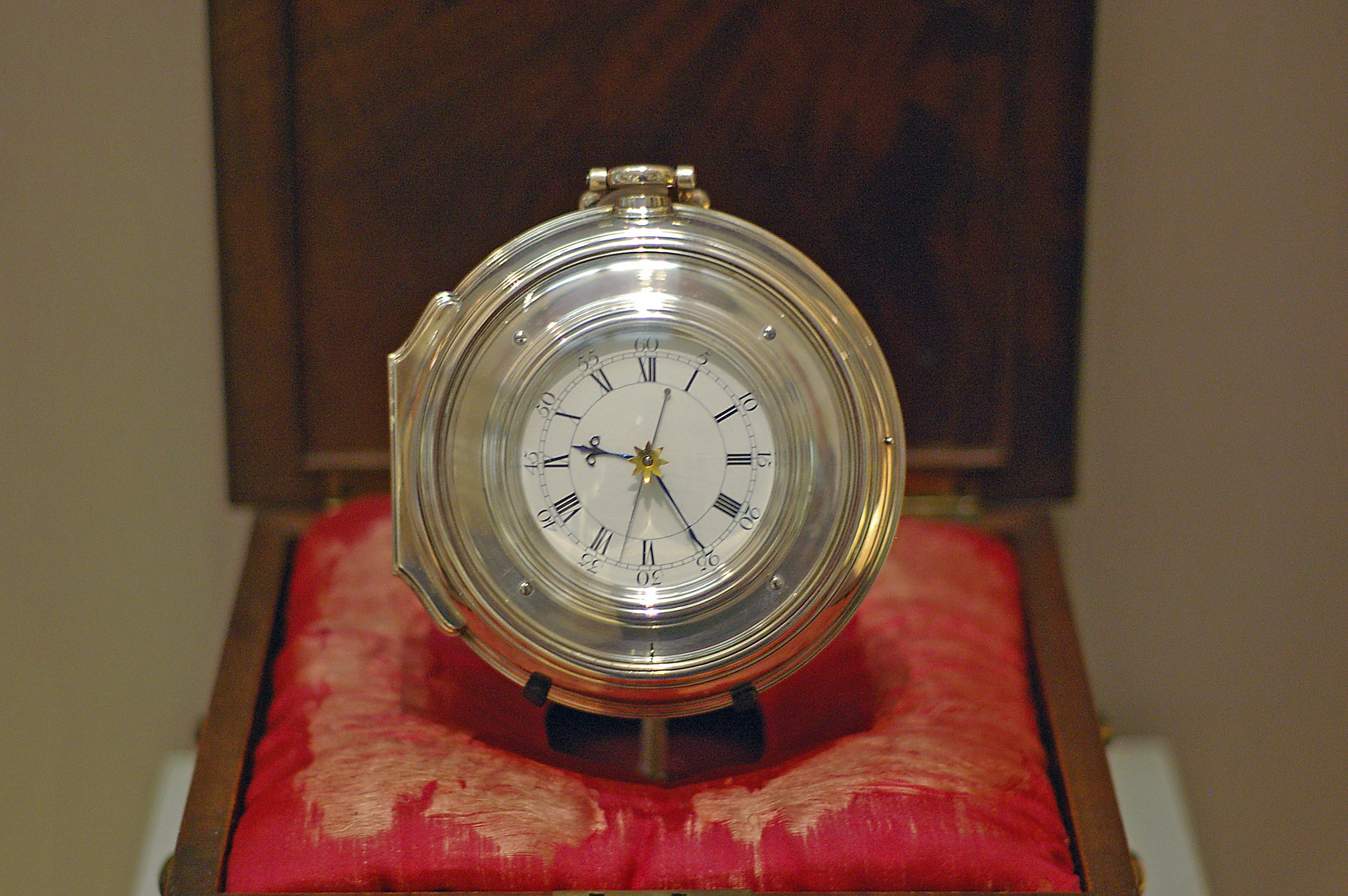
John Harrisons Chronometer H5

Als typische Beispiele für Uhren der Renaissance sind viele Tischuhren erhalten. Sie zeichnen sich aus durch Werke mit Spindelhemmung und Radunruh, Federhaus mit Kraftübertragung über Darmsaiten und Schnecken, Räder aus feuervergoldetem Messing oder Kupfer, Werkplatinen aus Messing und profilierte Pfeiler. Teilweise haben sie ein Stunden- oder Viertelstundenschlagwerk auf Glocke und Wecker. Die Gehäuse weisen eine geometrische Grundform auf, sind aus vergoldetem Messing oder Bronze und in filigraner Arbeit durchbrochen. Seltene Exemplare haben astronomische Anzeigen oder phantasievolle, figürliche Automaten.
Noch vor der Einführung des Pendels baute man vereinzelt bereits Uhren mit Minutenzeiger. Aus dem 16. Jahrhundert sind Stücke von Jost Bürgi bekannt, die sogar Hilfszifferblätter für Sekundenzeiger hatten, auch wenn die Ganggenauigkeit der Uhren eine so exakte Zeitmessung erst ab etwa 1700 zuließ.
An der Schwelle zum Barock gewann die Darstellung von Figuren und die gestalterische Vielfalt der Uhrengehäuse immer größere Bedeutung (Beispiel: Carteluhr). Vor allem aus den deutschen Zentren Augsburg und Nürnberg stammen spätestens ab 1600 viele prachtvolle Entwürfe mit Gehäusen in Tierformen und aus edlen Metallen wie Silber und Gold. Die mechanische Präzision der Zeitmessung trat in ihrer Bedeutung hinter die Faszination für die Maschine mit ihren wunderbaren Funktionen zurück.
Mit der Einführung des Pendels als Gangregler erfolgte eine revolutionäre Entdeckung, die den Grundstein für die wissenschaftliche Chronometrie und den Bau von Präzisionsuhren legte. Galileo Galilei, genialer Wissenschaftler und Vorreiter des Kopernikanischen Weltbildes, beschrieb 1583 die Pendelgesetze und entdeckte den Isochronismus. Er erdachte einen Mechanismus mit Freier Hemmung und Pendel, den er aber zu Lebzeiten nicht mehr vollenden konnte. 1656 entwickelte der holländische Astronom, Mathematiker und Physiker Christiaan Huygens unabhängig von Galilei die gleiche Idee und ließ von Salomon Coster die erste Pendeluhr anfertigen. Nur kurze Zeit später, um 1680, wurde von William Clement die Ankerhemmung für Großuhren entwickelt. Die Räderuhr gelangte damit zu einer noch nicht gekannten Präzision von durchschnittlich wenigen Sekunden Gangabweichung pro Tag. In der Folge wurden die Gangregler vieler alter Uhren durch Pendel ersetzt und der Minutenzeiger allgemein eingeführt.
Brennpunkte der Uhrmacherei waren in der folgenden Zeit die Niederlande und England, dort vor allem London. Die Grundzüge der wesentlichen niederländischen Uhrentypen, Haagse Klok, Stoelklok und die friesischen Uhren lassen sich direkt auf die von Salomon Coster gebauten Uhren zurückführen. In England entstanden mit der Einführung der Ankerhemmung die ersten Bodenstanduhren, die sogenannten Grandfather Clocks, die zusammen mit den Bracket Clocks zum Synonym für englische Großuhren wurden. Die Pendule als mittelgroße, auf einen Tisch oder eine Wandkonsole zu stellende Pendeluhr entwickelte sich in Frankreich (Blois und Paris) mit verschiedenen Gehäusestilen und regionalen Formen, später dann auch in der Schweiz (Neuchâtel und Genf). In Deutschland wurde die Bedeutung des Pendels lange verkannt und so verloren die deutschen Zentren Augsburg und Nürnberg ihre führende Rolle und gerieten ins Hintertreffen.
Zwischen 1720 und 1780 waren in England sogenannte Kutschenuhren, besonders große Taschenuhren mit Schlag- und vereinzelt auch Spielwerken, als Reiseuhr sehr beliebt. Sie wurden später von der Carriage Clock und der französischen Pendule d'Officier abgelöst.
Der blühende, aber auch konkurrierende Handel europäischer Mächte mit den Kolonien in Übersee stellte höchste Anforderungen an die Seeschifffahrt. Für eine sichere Navigation war eine präzise Zeitmessung essentiell wichtig. Die Suche nach einer Lösung für das Längenproblem, also die Bestimmung der geographischen Länge auf dem offenen Meer, dauerte trotz ausgelobter Preisgelder in enormer Höhe über 150 Jahre an. Das Problem wurde schließlich 1759 von John Harrison mit dem Bau seiner Marinechronometer gelöst.

### Moderne
In der Folge der Industrialisierung entwickelte sich ab Mitte des 19. Jahrhunderts in verschiedenen Zentren die Massenproduktion von Uhren. In Deutschland war vor allem die Uhrenproduktion im Schwarzwald bedeutend, in Frankreich mag die Entwicklung der Comtoise-Uhr als Beispiel gelten. In den Vereinigten Staaten wurde vor allem die Taschenuhr aus industrieller Fertigung populär. Nach anfänglich sehr hochwertiger Produktion, wandelte sich die Taschenuhr dort schnell zum erfolgreichen Massenartikel. Die so genannte Dollar Watch, ein einfacher Uhrentyp für jedermann, wurde von verschiedenen Herstellern bis ins 20. Jahrhundert viele Millionen Mal verkauft.

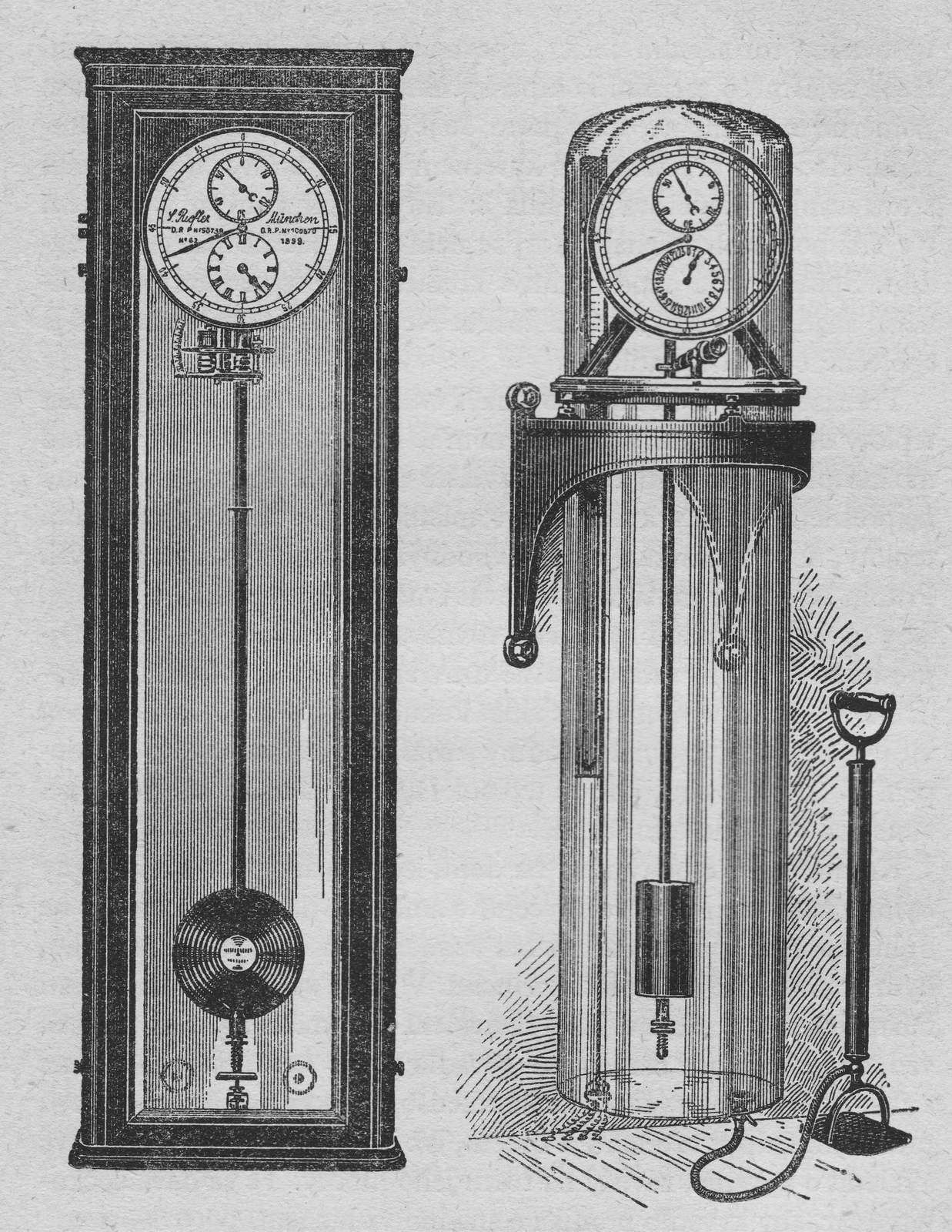
Präzisionspendeluhren von Sigmund Riefler

Zum Ende des 19. Jahrhunderts entwickelten Strasser & Rhode und Sigmund Riefler in Deutschland Präzisionspendeluhren, die für viele Jahre die genauesten Uhren waren und vor allem für Zeitdienstzwecke und astronomische Beobachtungen eingesetzt wurden.
Fortschritte in der Feinmechanik und später der Elektronik ermöglichten auch die sehr anspruchsvolle Fertigung von Taschenuhren mit einer Grande Complication.
Mit dem Aufkommen der flächendeckenden Stromversorgung entstand schnell der Wunsch, Elektrizität auch für Uhren zu nutzen. Ein erster Schritt hierzu war das Aufziehen von Uhrwerken durch einen netzgespeisten Elektromotor. Turmuhren mit schweren Gewichten und Präzisionsuhren, die möglichst ungestört ablaufen sollten, wurde damit ausgerüstet. Elektrisch aufgezogene Unruh-Uhren wurden z. B. in Schaltuhren eingesetzt.
Der Gangregler (Pendel oder Unruh) mechanischer Uhren kann auch elektromagnetisch angetrieben werden und über eine Klinke oder einen anderen Mechanismus das Räderwerk drehen. Solche Uhren gab es zum Beispiel als Wanduhr mit einer Dauermagnete tragenden, durch feststehende Spulen angetriebenen Unruh. Viele heutige elektrische Pendeluhren sind jedoch Quarzuhren; ihr Pendel ist nur Zierde und regelt nicht den Gang der Uhr.
Für die rasante Ausbreitung des überregionalen Eisenbahnverkehrs war es eine Notwendigkeit, Zeitsignale über weite Strecken zu übermitteln. Hauptuhren in öffentlichen Uhrenanlagen gaben zum Zeitabgleich elektrische Impulse an entfernt stehende Tochteruhren ab, die von einem einfachen Schrittschaltwerk angetriebenen waren. Dies läutete auch das Ende der regionalen Ortszeiten ein und führte zu einem gesellschaftlichen Wandel.
Synchronuhren nutzen die Netzfrequenz des Wechselstromnetzes als Zeitnormal. Sie sind preiswert herzustellen und waren als Großuhren in der Industrie und in öffentlichen Einrichtungen verbreitet.
Bereits zu Beginn des 19. Jahrhunderts wurden vereinzelt Miniaturuhren in Schmuckbänder eingebaut und am Arm getragen. Sie sind als Vorläufer der modernen Armbanduhren zu sehen, die um 1880 erstmals für die deutsche Kriegsmarine in Serie produziert wurden. Nach der Jahrhundertwende setzten sich die Armbanduhren zunächst als schmucke Damenuhr gegen die weit größeren Taschenuhren durch. Vor allem in den Grabenkämpfen des Ersten Weltkriegs bewies die Armbanduhr ihre praktischen Vorteile gegenüber der Taschenuhr und erfuhr erste wesentliche Verbesserungen, wie z. B. Leuchtzeiger und verschraubte Gehäuse gegen Feuchtigkeit. Aber auch Sportler und Flieger setzten früh auf die Vorteile der Armbanduhr.
Zum endgültigen Durchbruch verhalfen der Armbanduhr die Erfindung der Automatikuhr durch John Harwood (1923) und die Einführung der wasserdichten Uhr durch Hans Wilsdorf (Rolex Oyster, 1926). Die Entwicklung der Stoßsicherungen war ein weiterer Schritt zur Alltagstauglichkeit. Um 1930 hatte die Armbanduhr bereits die Verkaufszahlen der Taschenuhren erreicht, 1934 beherrschte sie zwei Drittel des Marktes.

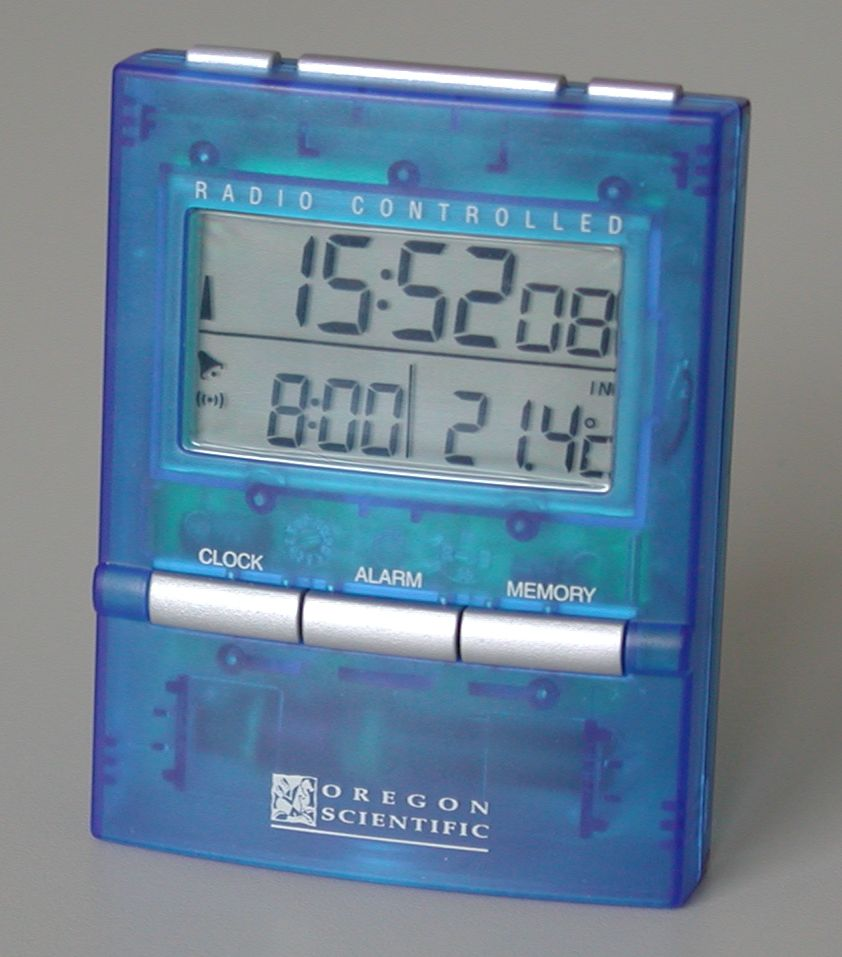
Digitale Funkuhr

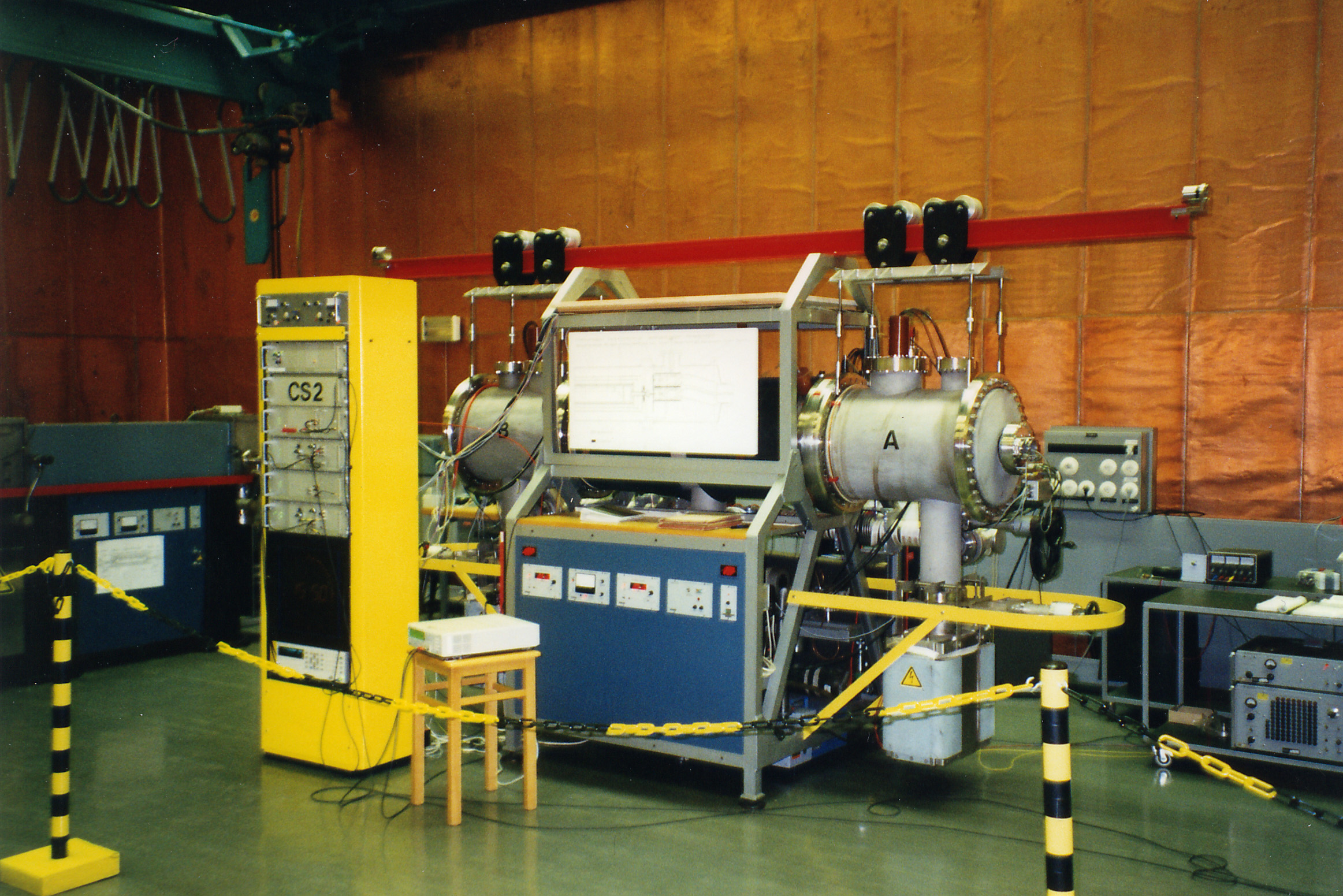
Eine der Cäsium-Atomuhren der PTB in Braunschweig

Die erste Quarzuhr wurde 1921 von H. M. Dadourian entwickelt, basierend auf kurz nach dem Ersten Weltkrieg von Paul Langevin durchgeführten Ultraschall-Experimenten mit Schwingquarzen. Der Taktgeber einer Quarzuhr ist kein mechanisches Pendel oder eine Unruh, sondern ein elektronischer Quarzoszillator, dessen Frequenz mit Hilfe eines Schwingquarzes besonders genau eingehalten wird.
Zunächst waren solche Uhren nicht als Konsumgut erhältlich, setzten sich aber Anfang der 1970er Jahre aufgrund der hohen Genauigkeit bei moderatem Preis und sehr geringem Wartungsaufwand am Markt durch und führten die traditionelle Uhrenindustrie in die Quarzkrise. Die klassische Räderuhr wurde von der Quarzuhr in fast allen Lebensbereichen vollständig verdrängt. Seit einigen Jahren erlebt sie als Armbanduhr ein beachtliches Revival.

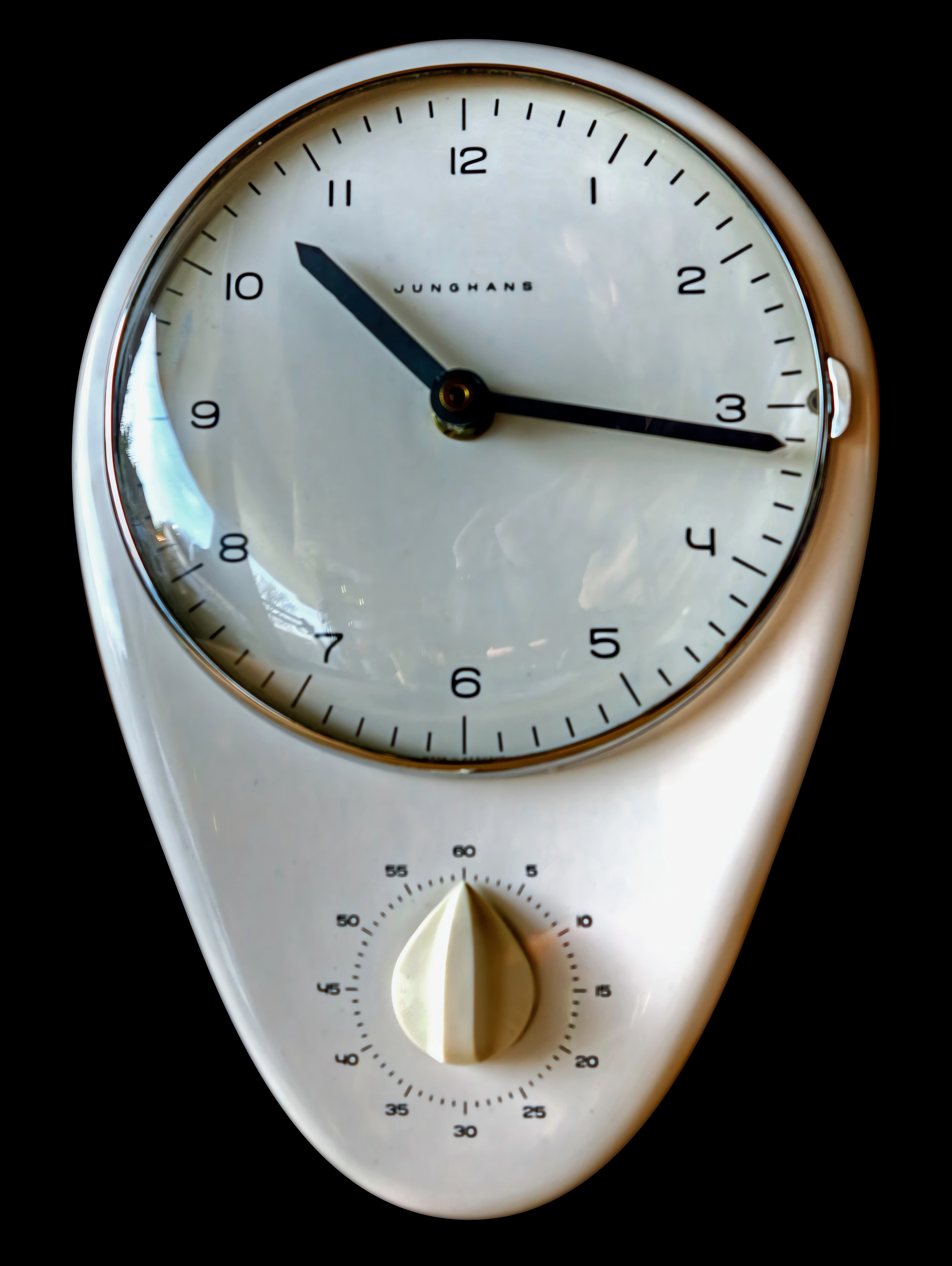
Küchenuhr mit Kurzzeitwecker (1956)

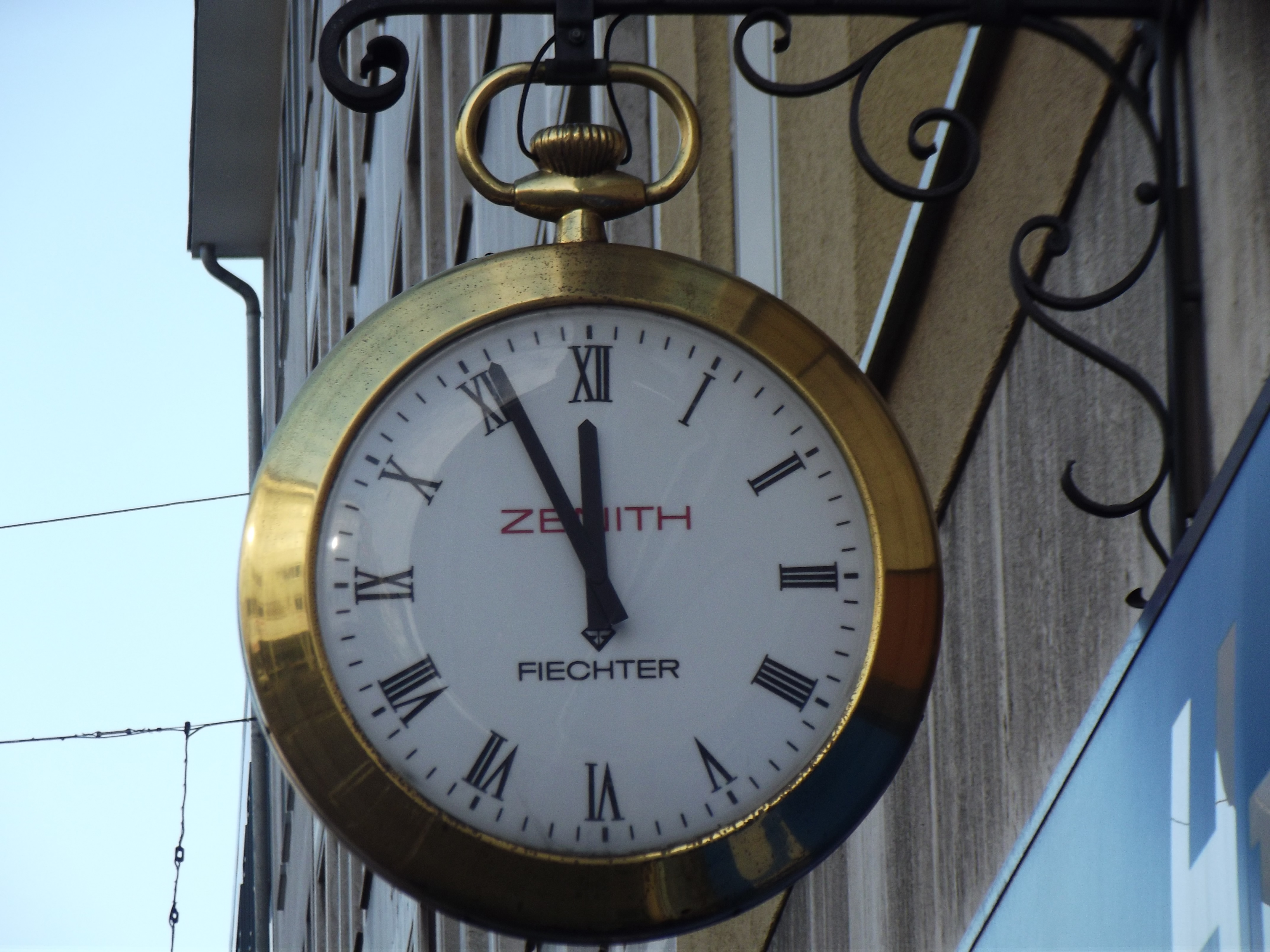
Taschenuhr als Ladenschild

Ein letzter Schritt zur derzeit höchsten Genauigkeit der Zeitmessung war die Entwicklung der Atomuhr, welche 1949 zum ersten Mal eingesetzt wurde. Atomuhren nutzen die Strahlungsübergänge freier Atome oder Ionen als Zeitgeber und finden in der Wissenschaft, zur Navigation in der Raumfahrt und als Zeitnormal Anwendung.
Uhren, deren Zeitanzeige über ein Funksignal gesteuert wird, nennt man Funkuhren. Seit den 1960er Jahren können alle erreichbaren Funkuhren Mitteleuropas durch Zeitdienste synchronisiert werden. Sie werden seit 1966 durch den ersten europäischen Zeitzeichensender HBG mit Atomuhren des Bundesamtes für Metrologie und seit 1967 durch den Zeitzeichensender DCF77 mit einer Atomuhr der Physikalisch-Technischen Bundesanstalt abgeglichen. Aus den Messwerten von über 260 Atomuhren an über 60 weltweit verteilten Instituten legt das Bureau International des Poids et Mesures in Paris die Internationale Atomzeit (TAI) als Referenzzeit fest. In den letzten Jahren hat sich eine ganze Vielzahl von zusätzlichen elektronischen Verteilmechanismen für Zeitsignale etabliert, die über den RDS-Service der UKW-Autoradios, den Videotext und den Electronic Program Guide (EPG) des Fernsehens und über das NTP-Protokoll des Internets zugänglich sind.
Viele Menschen nutzen die Zeitanzeige ihrer Handys und Smartphones. Diese werden zumeist über ihren Netzprovider oder über das allgemeine Internet synchronisiert.

### Meilensteine und wichtige Entdeckungen
- Um 1300: erste Nachweise der Räderuhr mit mechanischer Hemmung
- um 1425: Erfindung der „modernen“ Sonnenuhr mit Polstab parallel zur Erdachse
- um 1430: Erfindung des Federantriebs für Federzuguhren
- 1510: „Taschenuhr“ von Peter Henlein (Nürnberger Ei)
- 1583: Entdeckung des Isochronismus durch Galilei
- 1656: nochmalige Entdeckung des Isochronismus durch Christiaan Huygens, Anwendung in der Pendeluhr
- 1667: Anfänge der Uhrmacherei im Schwarzwald
- 1674: Erfindung der Unruh durch Jean de Hautefeuille und Christiaan Huygens
- 1676: William Clement führt den Hakengang ein
- Um 1680: Erfindung der Repetition für Taschenuhren durch Daniel Quare oder Edward Barlow
- 1700: erste Verwendung von Rubinen als Lagersteine
- 1715: Erfindung des ruhenden Ankergangs durch George Graham
- 1726: Erfindung des Rostpendels durch Harrison
- 1726: Erfindung des Quecksilberkompensationspendels durch Graham
- 1730: erste Kuckucksuhr durch Anton Ketterer
- 1741: Erfindung der Stiftenhemmung durch Louis Amant
- 1750: Erfindung des freien Ankergangs durch Thomas Mudge
- 1756: erste Taschenuhren mit automatischem Aufzug in der Schweiz
- 1759: Lösung des Längenproblems durch John Harrison
- 1775: Erfindung des automatischen Aufzugs für Taschenuhren durch Abraham-Louis Perrelet oder Hubert Sarton
- 1790: Erfindung der Parachute-Stoßsicherung der Unruhwelle durch Abraham Louis Breguet
- 1795: Erfindung der aufgebogenen Endkurve der Flachspirale („Breguet-Spirale“)
- Um 1800: Erfindung des Tourbillons durch Abraham Louis Breguet
- 1810/1812: erste Armbanduhr der Welt (von Abraham Louis Breguet)
- 1842: erste Taschenuhr mit Kronenaufzug (Remontoiruhr) durch Adrien Philippe
- 1884: Einführung der Greenwich Mean Time (GMT) als erste allgemein gültige Weltzeit
- 1889: Präzisionszeitmesser von Sigmund Riefler[24]
- 1896: Entdeckung des Elinvars durch Charles Édouard Guillaume
- 1907: erster funktelegrafischer Zeitzeichensender nimmt in Camperdown, Halifax den Betrieb auf
- 1914: erste Ideen zur automatischen Armbanduhr von John Harwood
- 1927: Quarzuhr von Warren Alwin Marrison
- 1928: Ablösung der Weltzeit von GMT auf Universal Time (UT)
- 1949: Erfindung der Atomuhr
- 1958: Einführung der Internationalen Atomzeit TAI
- 1967: Erfindung der Funkuhr Wolfgang Hilberg (Telefunken – Patent)
- 1972: Ablösung der Weltzeit von UT auf Koordinierte Weltzeit (UTC)
- 1976: Erfindung der schmierungsfreien Co-Axial-Hemmung durch George Daniels
- 1980: Einführung der GPS-Zeitskala
- 1985: David L. Mills veröffentlicht das Network Time Protocol (NTP)
- 1985: Erfindung des ewigen Kalenders mit Jahreszahl für mechanische Armbanduhren durch Kurt Klaus
- 1991: JUNGHANS MEGA, die erste Funkarmbanduhr der Welt mit Zeigern[25]
- 1995: Die jährliche Weltproduktion an Uhren überschreitet die Milliardengrenze[26]
- 2002: Das IEEE veröffentlicht das Precision Time Protocol (PTP).

## Baugruppen einer Räderuhr
Im folgenden Abschnitt werden die Baugruppen einer klassischen Räderuhr beschrieben. Elementaruhren und elektronische Uhren funktionieren nach grundlegend anderen Prinzipien.
Eine Räderuhr besteht aus den vier Baugruppen Energiespeicher, Räderwerk, Gangregler und Anzeige. Die vom Energiespeicher gelieferte und vom Räderwerk übertragene Antriebsenergie wird durch die Hemmung an den Gangregler abgegeben und hält dessen Schwingung aufrecht. Der Gangregler wiederum steuert die Hemmung, die das Ablaufen des Uhrwerks in einen gleichmäßigen Takt unterteilt. Die Anzeige wird vom Räderwerk in diesem Takt weiter geschaltet, an ihr kann man die Zeit ablesen.

### Energiespeicher

#### Gewichte

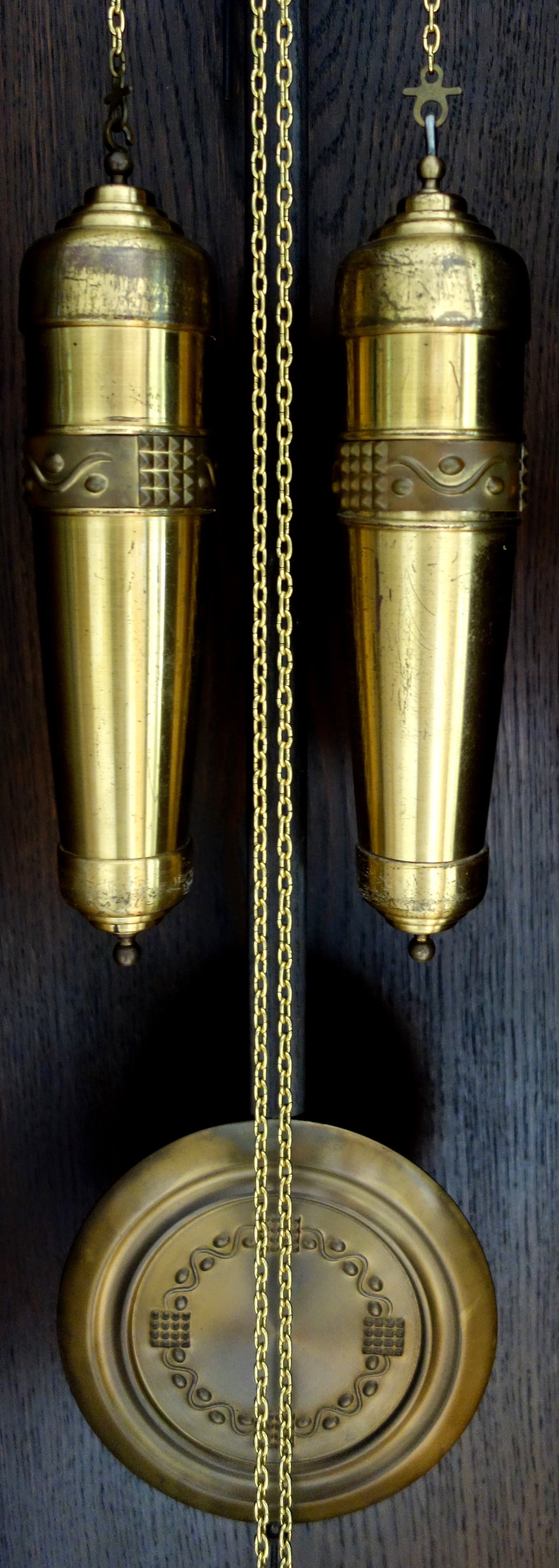
Gewichte, Ketten und Pendel einer Bodenstanduhr der Marke Gustav Becker (um 1910)

Die einfachste und älteste Methode einer Räderuhr anzutreiben ist die Verwendung eines langsam fallenden Gewichtes. Das Uhrgewicht kann mit einem Seil, einer Darmsaite oder einer Kette am Antriebsrad des Uhrwerks befestigt sein. Je schwerer das Gewicht und je größer das Antriebsrad, desto höher ist das Drehmoment zum Antrieb des Uhrwerks.
Ein Gewichtsantrieb ist einfach zu konstruieren und liefert eine konstante Antriebskraft. Die Laufdauer einer Gewichtsuhr wird durch die Fallhöhe des Gewichtes (eigentlich der Masse) begrenzt. Kann das Gewicht „nicht mehr fallen“, wird die Uhr mit einem Schlüssel über den Aufzugvierkant oder, z. B. bei Kuckucksuhren und Hausuhren, direkt über den Kettenzug aufgezogen. Turmuhren mit schweren Gewichten verfügen oft über einen elektrischen Antrieb, der diese Aufgabe übernimmt.

#### Uhrfeder
Uhrfedern sind meist aufgewundene Stahlbänder, also Spiralfedern. Bei sehr einfachen Uhrwerken liegt die Feder frei, bei technisch anspruchsvolleren Uhren ist sie geschützt in einem Federhaus untergebracht. Der Vorteil des Federantriebs gegenüber Gewichten liegt in der möglichen Verkleinerung des Uhrwerks und in der Lageunabhängigkeit des Antriebs, er war damit Voraussetzung für die Entwicklung tragbarer Uhren.
Das von einer Spiralfeder abgegebene Antriebsdrehmoment ist nicht konstant. Je weiter die Uhr abläuft, desto mehr verringert sich das Drehmoment. Das ist ein Nachteil gegenüber dem Gewichtsantrieb. Für einen guten Gang der Uhr sind daher konstruktive Maßnahmen an der Hemmung erforderlich, um die Referenzfrequenz (Pendel, Unruh) drehmomentunabhängig zu halten. Der Federaufzug einer Uhr kann mit einem elektrischen Aufzug versehen sein (Motor mit Getriebe oder Zugmagnet).

#### Batterien
Elektrische Uhren haben, falls sie nicht direkt aus dem Stromnetz betrieben werden, eine Batterie (z. B. eine Knopfzelle). Durch eine Solarzelle kann ein Akku oder ein Doppelschichtkondensator nachgeladen werden.

### Räderwerk (Übersetzung)
Die Gesamtheit aller Zahnräder und Triebe eines Uhrwerks ist das Räderwerk. Als Materialien wurden früher Holz, Eisen, Stahl oder Messing verwendet, bei modernen Uhren finden auch Kunststoffe oder z. B. Keramik Anwendung.
Das Gehwerk überträgt die vom Energiespeicher zur Verfügung gestellte Antriebskraft mit Hilfe der Hemmung auf den Gangregler. Durch die Kombination unterschiedlicher Zahnradpaare wird eine Abstufung der einzelnen Umlaufzeiten erreicht, so dass der Energiespeicher nur sehr langsam abläuft, während sich das Ankerrad relativ schnell dreht.
Viele mechanische Uhren verfügen über ein Schlagwerk, das vom Gehwerk zu bestimmten Zeitpunkten ausgelöst wird und ein akustisches Signal gibt. Gehwerk und Schlagwerk sind in der Uhr meist getrennt, entweder neben- oder hintereinander, angebracht. Das Schlagwerk besitzt keine Hemmung, ist aber oft mit einer einfachen aerodynamischen Bremse – dem Windfang – ausgerüstet, damit es nicht zu schnell abläuft. Es führt die Schläge aus und bewegt einen Mechanismus zu ihrer Steuerung (Anzahl und Abfolge der Schläge). Nachdem es vom Gehwerk ausgelöst wurde, läuft ein Schlagwerk einmalig ab. Es schaltet sich selbst aus und verharrt in Ruhe, bis es erneut ausgelöst wird. Als Klangkörper werden meist Glocken oder Gongstäbe verwendet.
Darüber hinaus gibt es Ruf- und Repetitionsschlagwerke, welche auf Anforderung die Uhrzeit minutengenau schlagen oder den zuletzt ausgeführten Schlag wiederholen, beziehungsweise die Wiederholung nach einigen Minuten selbsttätig ausführen.
Bei komplizierten Uhren kommen weitere Zusatzwerke hinzu, so z. B. ein Kalenderwerk oder ein Chronographenwerk. Weitere Zusatzeinrichtungen (Komplikationen), etwa einer komplizierten Armbanduhr, können ein Mondphasenanzeige, ein Wecker oder eine Repetition sein.

### Gangregler
Der Gangregler einer mechanischen Uhr erzeugt gleichmäßige, wiederkehrende Zeittakte. Seine Antriebsenergie erhält er vom Energiespeicher als Impuls über die Hemmung der Uhr. Auf umgekehrtem Weg erhält die Hemmung vom Gangregler den Zeittakt und unterbricht das freie Ablaufen des Uhrwerks.
Der erste Gangregler war das Foliot, ein waagerecht angeordneter Balken, dessen Trägheitsmoment durch kleine Gewichte an den Balkenenden verändert werden konnte. Die Unrast war eine Weiterentwicklung des Foliot in Form eines kreisrunden Rings. Die frühen Gangregler waren noch unvollkommen, da sie fest mit der Hemmung verbunden waren und durch ihre Masseträgheit die Drehung der Hemmung lediglich stabilisierten.
1656 erfand der niederländische Astronom Christiaan Huygens das Uhrpendel in seiner heutigen Form, mit der sich die Ganggenauigkeit der Räderuhren sprunghaft verbesserte. Das Huygenssche Pendel ist von der Hemmung entkoppelt und kann so seine Eigenschwingung entfalten. 1674 entwickelte Huygens auch die Unruh, bis heute der endgültige Gangregler für Kleinuhren. Der Energiewechsel findet zwischen der Bewegung der Unruhmasse und der elastischen Verformung der zugehörigen Spiralfeder statt.
In gleichem Maße wie die Hemmungen, waren auch die Gangregler stets im Fokus des uhrmacherischen Strebens nach Perfektion. Insbesondere der Versuch, äußere Einflüsse wie Luftdruck- und Temperaturänderungen zu kompensieren, führte zur Entwicklung zahlreicher, besonderer Konstruktionen.
Gleichwohl gab es auch andere Lösungen mit Taktgebern, so z. B. 1595 die Kugellaufuhren des Kammeruhrmachers Christoph Margraf. Die im Maschinenbau verwendete kontinuierliche Drehzahlregelung mit einem Fliehkraftregler wurde ebenfalls versucht, erwies sich aber für Uhren (Drehpendel) als zu ungenau.

### Zeitanzeige

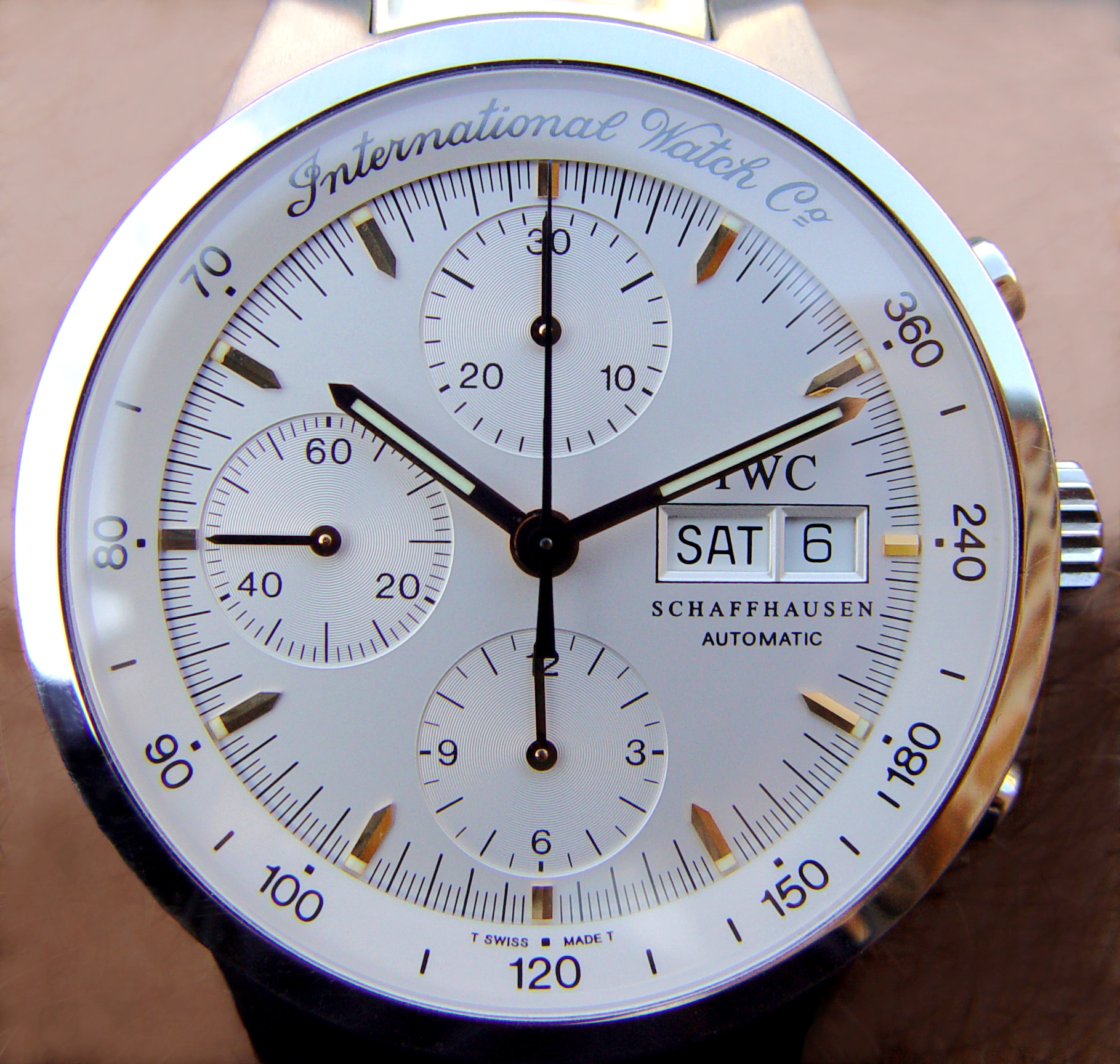
Zifferblatt einer Armbanduhr

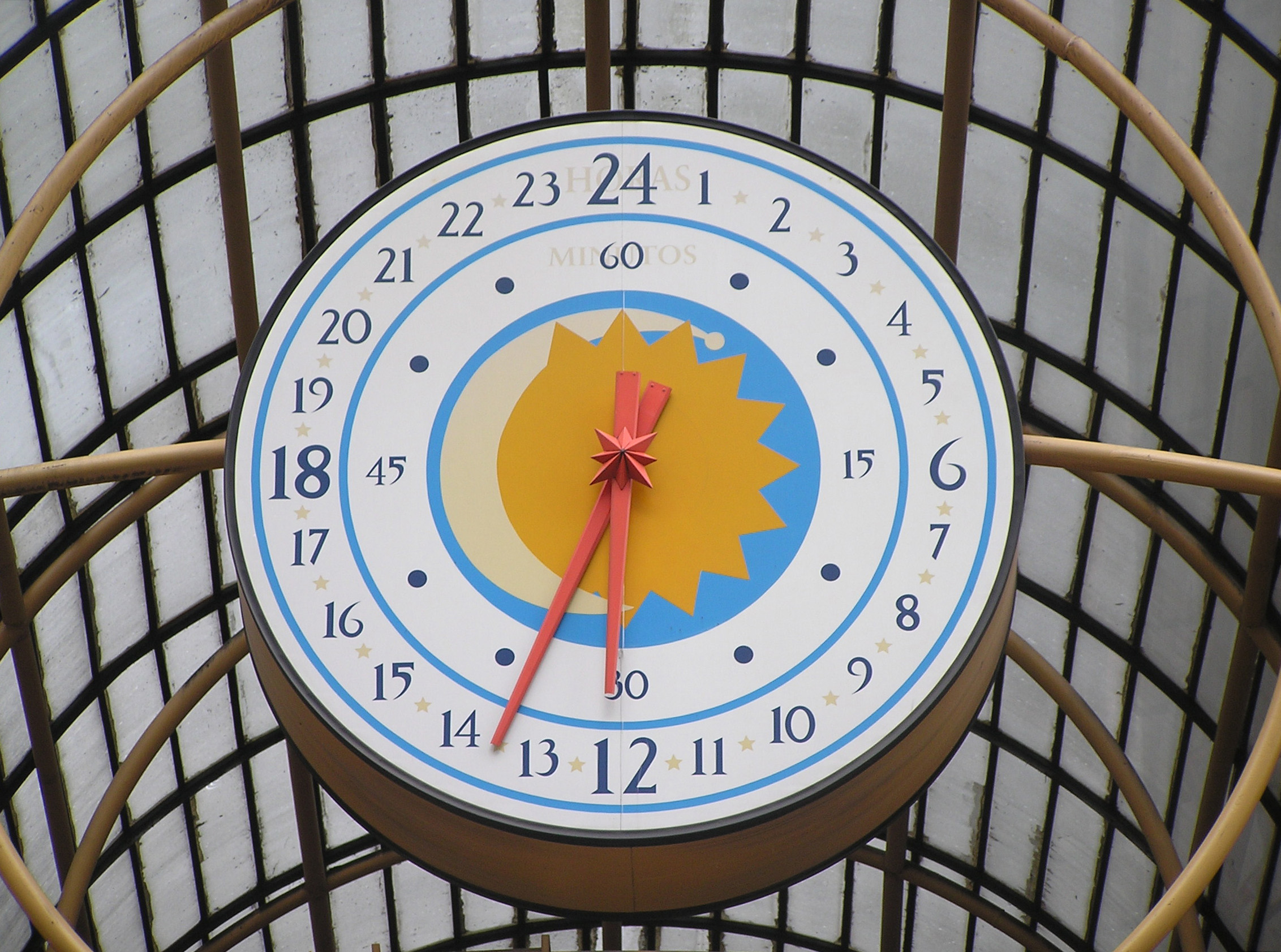
24-Stunden-Anzeige in Curitiba, Brasilien

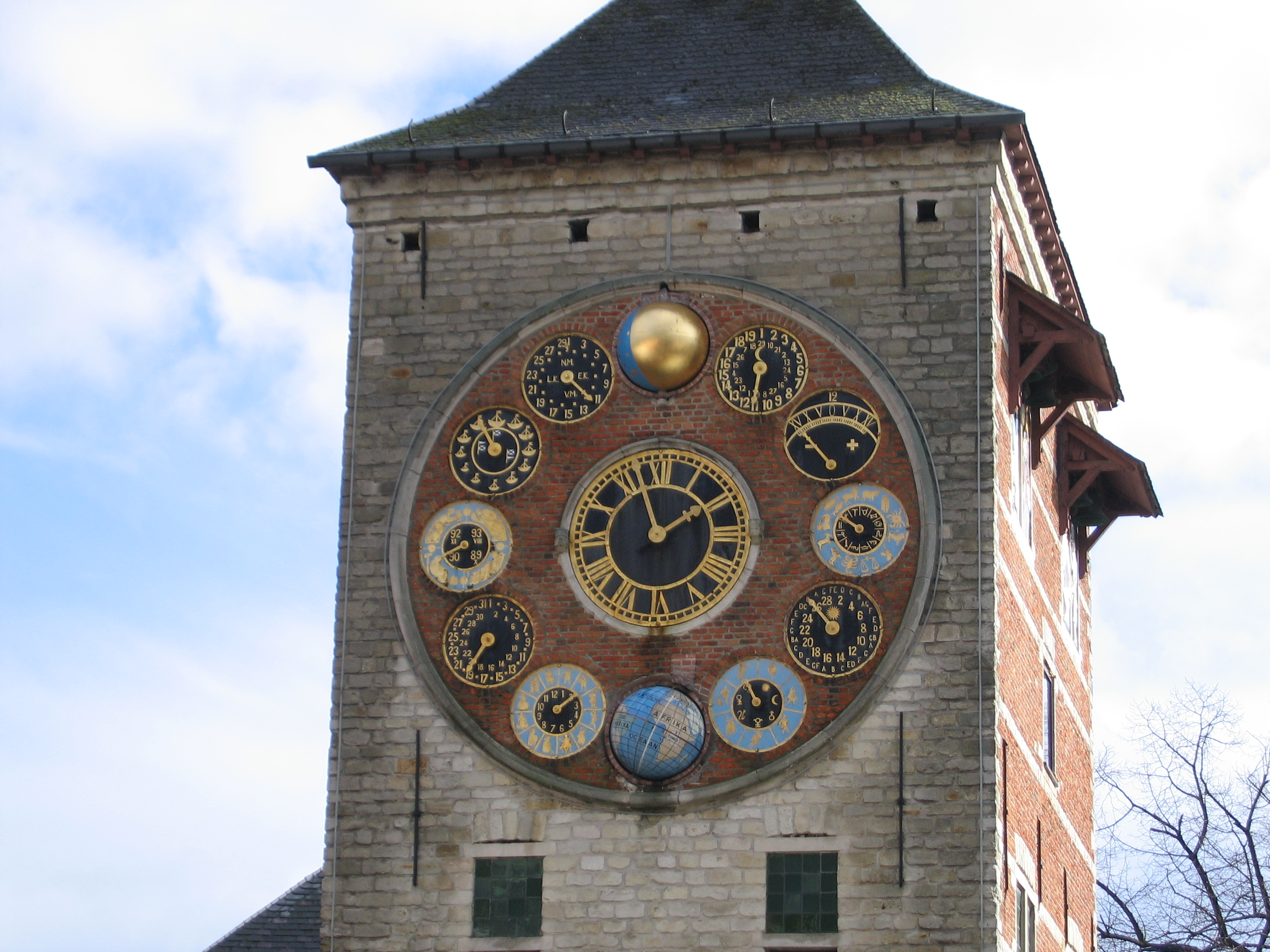
Vielfältige Anzeige der Turmuhr (um 1920) zu Lier (Belgien)

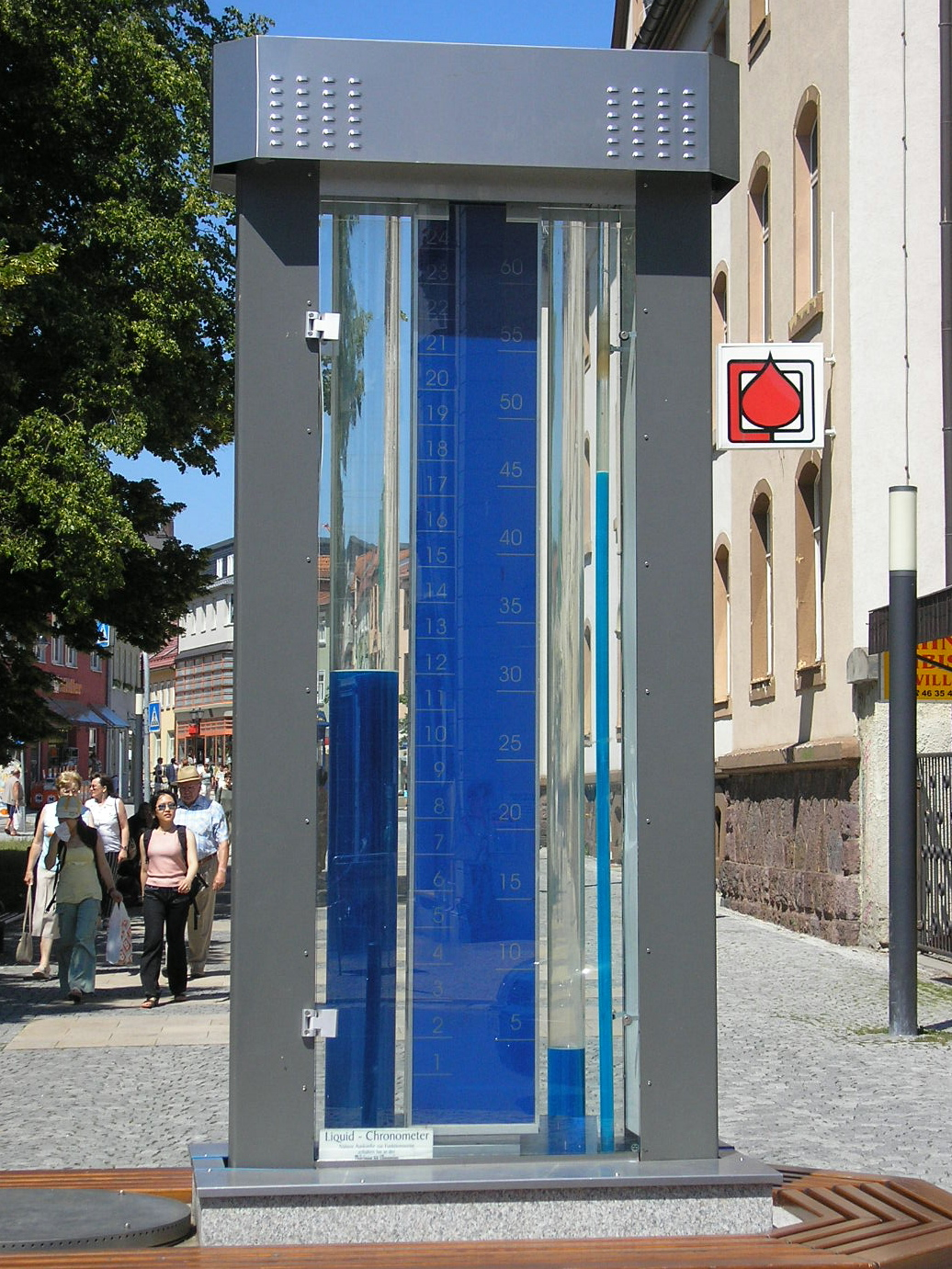
Ein „Liquid-Chronometer“ in Ilmenau. Es zeigt die Zeit durch Flüssigkeitssäulen an

Die klassische Form der Zeitanzeige (auch: Indikation) erfolgt analog mit Uhrzeigern auf einem Zifferblatt. Frühe Räderuhren besaßen lediglich einen Stundenzeiger, erst um 1700 wurden der Minuten- und der Sekundenzeiger allgemein eingeführt. Die ersten Sekundenzeiger mit eigener Skala wurde ab 1780 gebräuchlich.
Das Zifferblatt ist in der Regel eine kreisrunde oder eckige Scheibe aus Metall, Holz oder Glas. Darauf ist der Zifferring gemalt, gedruckt oder eingraviert und meist in 12 Stunden aufgeteilt. Bei vielen Armbanduhren sind die Minuten- und Stundenindizes auf das Zifferblatt aufgesetzt. Die Uhrzeiger sind in der Regel zentrisch angeordnet, es können aber auch Hilfszifferblätter oder Ausschnitte für zusätzliche Anzeigen vorhanden sein. Insbesondere die astronomischen Uhren begeistern durch eine Fülle von unterschiedlichsten Anzeigen.
Das Zifferblatt war und ist als Gesicht der Uhr besonders dem Verwendungszweck und dem modischen Geschmack unterworfen. Besonders markante und oft gestalterisch reduzierte Zifferblätter verwendet man z. B. bei Uhren mit technischen Einsatzgebieten, die eine gute Ablesbarkeit erfordern. Als Beispiele seien hier die Fliegeruhr und die Taucheruhr oder die Präzisionspendeluhr genannt. Insbesondere bei der modernen Armbanduhr nutzen die Hersteller die Möglichkeit, sich durch besondere Zifferblattgestaltung und zusätzliche Anzeigen von anderen Herstellern abzugrenzen. Im Allgemeinen ist die Drehrichtung der Zeiger rechtsdrehend, was den scheinbaren Gang der Sonne am Himmel der Nordhalbkugel und damit den Lauf des Schattens eines Gnomons (Stabes) einer Sonnenuhr nachahmt. Davon leitet sich auch der Begriff „im Uhrzeigersinn“ ab. 2007 wurde in Bolivien beschlossen, die Uhr am Kongressgebäude zur Demonstration der Unabhängigkeit von den Staaten der Nordhalbkugel linksherum laufen zu lassen.
Im 19. Jahrhundert gab es erste Entwürfe für Räderuhren, die Zeit numerisch mit einer Fallblattanzeige anzuzeigen. Eine wesentliche Verbreitung erfuhr diese Form der Anzeige aber erst mit Verbreitung der Digitaluhr (von engl.: digit, Ziffer; Ziffernanzeige als Gegensatzbegriff zur Skalenanzeige). Es erscheinen im Blickfeld immer nur vier Ziffern als aktuelle Zeitangabe. Andere Digitalanzeigen sind Uhren, auf denen die Zeitangabe in Worten stehen – als Innenleben können dabei herkömmliche Uhrwerke oder Computeruhren den Takt geben. Oder die Zeitangabe erfolgt akustisch (z. B. als Uhr für Sehbehinderte wie bei der telefonischen Zeitansage) oder über ein Textfeld.
Für Blinde und Sehbehinderte gibt es Armbanduhren mit analoger Anzeige durch 2 Zeiger, die nach Hochklappen des transparenten Uhrglases dank Noppen – an den Zeigerenden und als Skalenstriche – mit den Fingerkuppen abgetastet werden können.
Die Lichtzeichenuhr ist eine Sonderform. Hier wird die Zeit durch abzählbare, diskrete Einzelelemente angezeigt, die digital interpretiert werden müssen. Die erste ihrer Art ist die Linear-Uhr in Kassel, eine funktionsgleiche große Variante befindet sich am Rheinturm in Düsseldorf.
Armbanduhren sind typisch für das Getragenwerden am linken Handgelenk (etwas oberhalb) und damit für Rechtshänder gebaut. Wird der Unterarm dabei angewinkelt und in Brustbeinhöhe vor dem Körper gehalten, die Hand dabei einwärts gedreht und die Position etwa 1 Sekunde ruhig gehalten – Geste des Uhrablesens – so weist die 12 (bis 1) Uhr-Marke nach vorne vom Körper weg. Die Krone zum Aufziehen und Stellen der Uhr mit der Hand ist in der Regel rechts bei 3 Uhr montiert und damit mit der rechten Hand gut erreichbar. Auch weitere Bedienelemente, wie Taste für Beleuchtung/Aktivieren der Digitalanzeige (insbesondere bei relativ viel Strom verbrauchender früher LED-Anzeige, Bedientasten einer Stoppuhr sind im Bereich halb-2 bis halb-5-Uhr montiert. Diese Elemente werden typisch mit Zeige- oder Mittelfinger gedrückt, während der Daumen vis-a-vis dagegen hält. Wird die Uhr 12-Uhr-aufrecht jedoch am rechten Handgelenk getragen, drückt der Daumen der linken Hand auf die Knöpfe. Diese kommen in diesem Fall mit der Hemdmanschette in Konflikt und können über die Zeit diese auch beschädigen. Hemdmanschetten haben mitunter je zwei Knöpfe entlang eines Umfangs, um sie zum Tragen einer Uhr weiter stellen zu können.
Zentrale, koaxiale Zeiger sind üblicherweise so montiert, dass sich die Achse des schneller laufenden Zeigers innerhalb der hohlen Achse des langsamer laufenden Zeigers dreht. Fällt nun nur ein lose gewordener Zeiger ab, ist es der am schnellsten umlaufende. Oktober 2016 fiel von der Turmuhr der Hamburger St.-Katharinen-Kirche der Minutenzeiger zu Boden.

## Automat, Musikspielwerk und Glockenspiel
Viele Uhren besitzen noch weitere, über Räderwerke angetriebene Einrichtungen. Hierzu zählen Automaten, Musikspielwerke und Glockenspiele.
Als Automat bezeichnet man eine mechanisch bewegte, figürliche Darstellung, meist in Menschen- oder Tiergestalt, die durch das Uhrwerk ausgelöst und angetrieben wird. Ein einfaches Beispiel ist der Kuckuck in Kuckucksuhren, der sich zum Schlagen der Uhr bewegt. Automaten dienten aber nicht immer zwangsläufig der Zeitanzeige, oft waren sie schmückendes Beiwerk der Uhr zur Belustigung und Faszination des Betrachters. Die Hochzeit der Uhren mit Automaten lag in der Renaissance.
In naher Verwandtschaft zu den Spieldosen steht das Musikspielwerk. Bei frühen Konstruktionen wurden über eine Stiftwalze klingende Stahllamellen angeschlagen oder Schlaghämmer bewegt, die auf Glocken schlugen (Carillon). Auch die Spielwerke von Flöten- und Orgeluhren funktionieren nach diesem Prinzip. Um 1800 führte Philippe Samuel Meylan eine Stiftscheibe als Ersatz für die Stiftrolle ein, was die Baugröße verringerte.
Glockenspiele, die durch Anschlagen von Kirchenglocken ganze Melodien erzeugen, findet man vor allem in Verbindung mit öffentlichen Turmuhren, sie wurden aber auch z. B. in Taschenuhren eingebaut. Es handelt sich im Wesentlichen um erweiterte Schlagwerke.
Die oft genauso aufwendigen Stundenschläge werden vom sogenannten Schlagwerk produziert.

## Grundlegende Funktionsprinzipien
Grundlage jeder Zeitanzeige ist immer ein physikalischer oder chemischer Vorgang, der möglichst gleichförmig abläuft. Dazu muss immer eine gewisse Energie eingesetzt oder zugeführt werden. Die zur Anzeige dienende sichtbare Veränderung der Anordnung ist dabei ein zweiter, vom Prinzip her unabhängiger Aspekt.
Es lassen sich analoge und digitale Vorgänge unterscheiden. „Digital“ hier im Sinne von schrittweise ablaufenden Vorgängen, zusammengesetzt aus separaten, zählbaren Einzelereignissen.
Analoge Zeitmessvorgänge sind beispielsweise die scheinbare Wanderung der Sonne um die Erde (ausgenutzt in der Sonnenuhr), das Abbrennen von Kerzen, das stetige Ablaufen oder Einlaufen von Wasser aus einem oder in ein Behältnis.
Digitale Zeitmessvorgänge sind beispielsweise Pendelschwingungen (Pendeluhren), Rotationspendelschwingungen (Armbanduhren), Schwingungen einer Stimmgabel (erste elektronische Uhren), Schwingungen eines Schwingquarzes (Quarzuhr) oder Schwingungen separater Atome (Atomuhr). Bei mechanischen Uhren werden die Pendelschwingungen dazu benutzt, das schnelle und stetige Ablaufen der Feder oder der Gewichte durch die Hemmung in kleine (digitale) Zeitschritte einzubremsen, die dann gezählt werden müssen. Besonders bei Großuhren sind die daraus resultierenden ruckweisen Bewegungen der Zeiger direkt sichtbar. Allgemein liegt immer ein in streng konstanten Zeitabständen ablaufender Vorgang vor, der gezählt wird bzw. zählbar ist. (Funkuhren sind in diesem Sinne reine Anzeigeeinheiten und gehen beim Zeitmessvorgang zurück auf die Atomuhr, die den Zeitsender steuert.)
Die Anzeige in Stunden, Minuten und Sekunden aus diesen Grundvorgängen abzuleiten, ist ein eigener, unabhängiger Vorgang. Häufig finden sich Mischformen, indem beispielsweise das kontinuierliche Abbrennen einer Kerze mit digitalen (lies: punktuellen) Anzeigen voller Stunden verbunden wird, indem Metallkugeln in regelmäßigen Abständen in die Kerze eingeschmolzen werden, die dann beim Abbrennen in eine Metallschale fallen und damit ein vernehmliches akustisches Signal produzieren. Umgekehrt wird aus den eigentlich digital gezählten Schwingungen eines Pendels durch die Hemmung und eine Untersetzung eine (scheinbar) analoge Anzeige auf einem Zifferblatt erzielt.

## Natürliche Zeitgeber
Viele biologische Organismen verfügen über Mechanismen, die ihr Verhalten über den Tagesverlauf steuern, vor allem den Schlaf-/Wachrhythmus, siehe dazu bei Chronobiologie.
In der Genetik wird die statistische natürliche Mutationshäufigkeit, z. B. bei der Bestimmung des Zeitpunkts der Bildung einer neuen Art oder Unterart, als molekulare Uhr bezeichnet.
Zur Bestimmung von sehr großen Zeiträumen (Jahre bis hunderte Millionen von Jahren) wird durch eine Radiokohlenstoffdatierung die Auswirkungen konstanter Prozesse genutzt. Periodisch in der Natur ablaufende Prozesse wie Jahresringe werden in der Dendrochronologie zur Bestimmung des Alters von Holz verwendet. In übertragenem Sinn handelt es sich bei den langsam ablaufenden Veränderungen um geologische oder biologische „Uhren“.

## Uhrenmuseen
Weltweit gibt es heute zahlreiche kleine und große Uhrenmuseen, die die Geschichte der Zeitmessung von der Antike bis zur Neuzeit zeigen. Zudem gibt es auch einige Turmuhrenmuseen.

## Weitere Begriffe
- In Computern unterscheidet man eingebaute Echtzeituhren und logische Uhren.
- Atmos-Uhr, durch Luftdruckschwankungen angetrieben
- Alkoholuhr – der Antrieb erfolgt durch zwei durch Röhrchen verbundene Glaskapseln, in denen sich Alkohol befindet.
- Prototyp The Clock of the Long Now aus dem Jahr 2000